# Lijst van personen overleden in 1991
Dit is een lijst van personen die zijn overleden in 1991.

## Januari

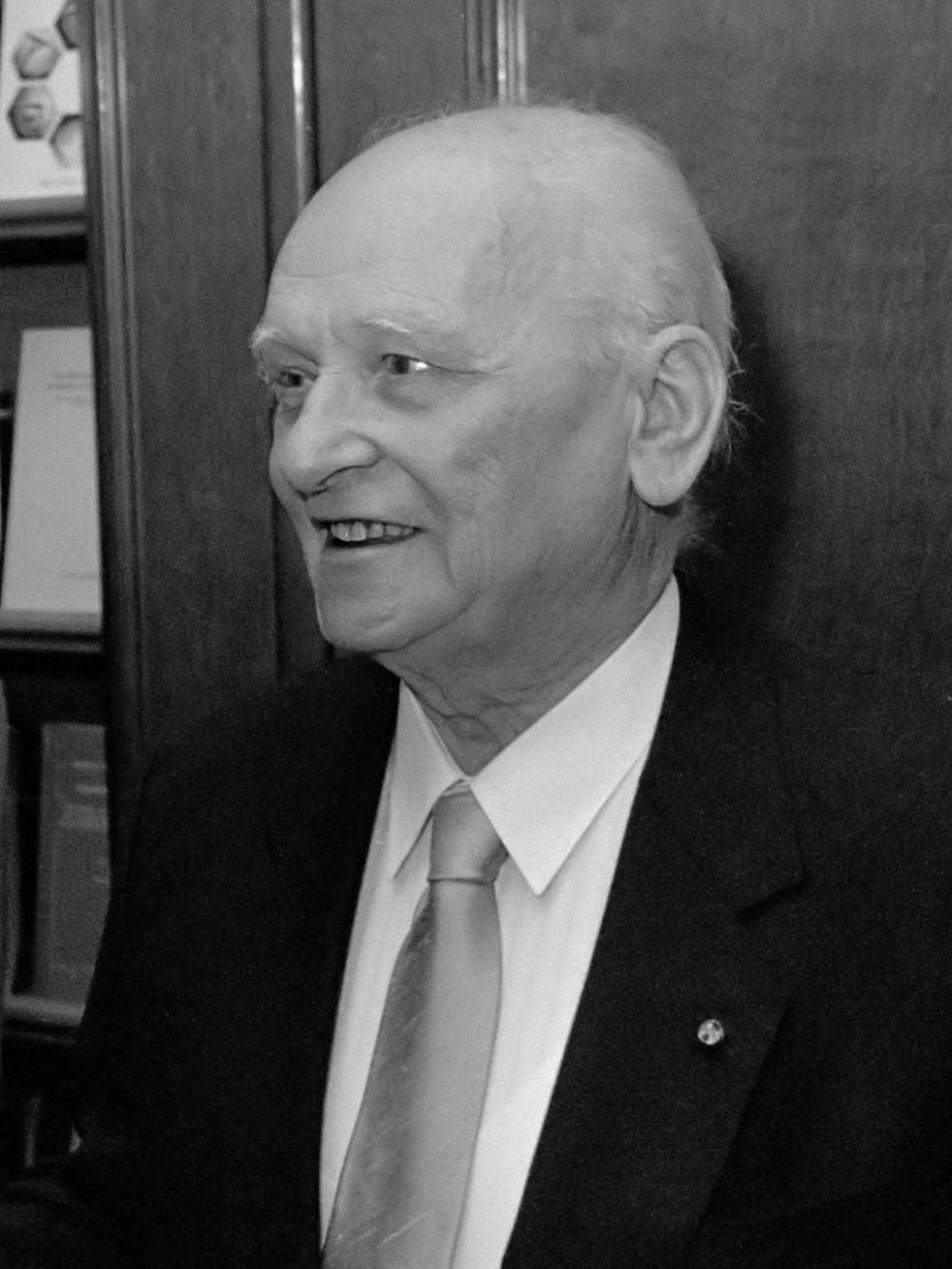
Charles B. Timmer
1 januari

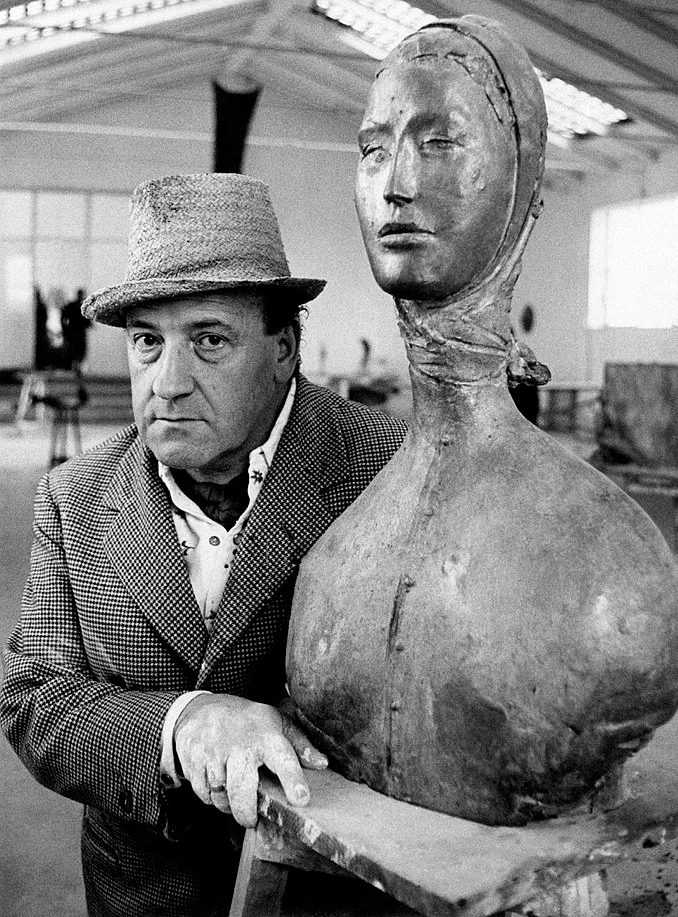
Giacomo Manzù
17 januari

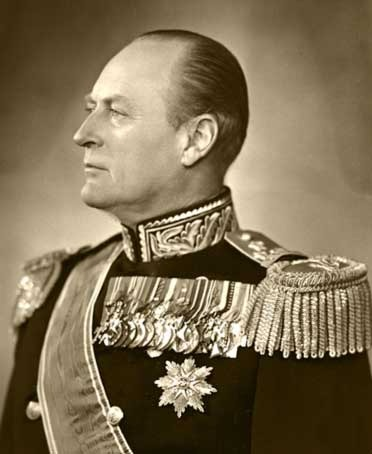
Olaf V van Noorwegen
17 januari

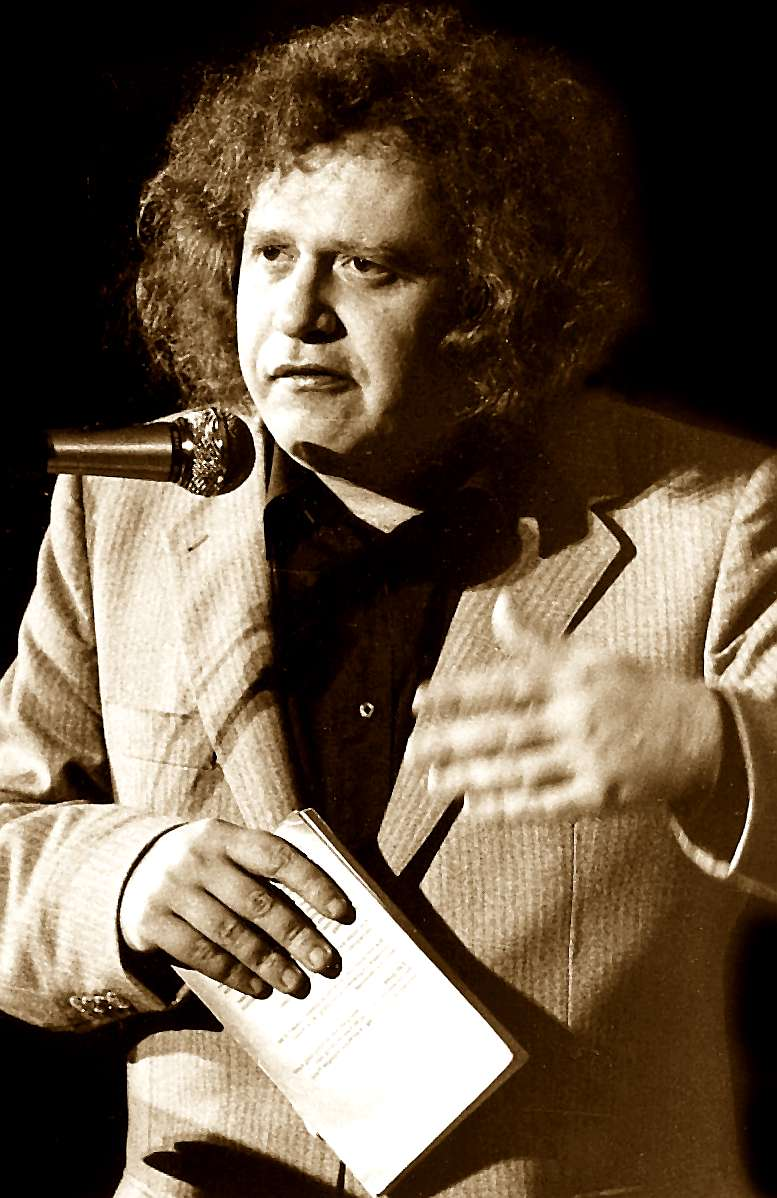
Johnny van Doorn
26 januari

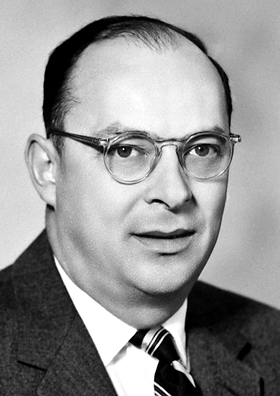
John Bardeen
30 januari

| 1 | 2 | 3 | 4 | 5 | 6 | 7 | 8 | 9 | 10 | 11 | 12 | 13 | 14 | 15 | 16 | 17 | 18 | 19 | 20 | 21 | 22 | 23 | 24 | 25 | 26 | 27 | 28 | 29 | 30 | 31 |
| - | - | - | - | - | - | - | - | - | -- | -- | -- | -- | -- | -- | -- | -- | -- | -- | -- | -- | -- | -- | -- | -- | -- | -- | -- | -- | -- | -- |

### 1 januari
- Inga Gentzel (82), Zweeds atlete
- Charles B. Timmer (83), Nederlands dichter en vertaler

### 2 januari
- Renato Rascel (78), Italiaans zanger en acteur

### 4 januari
- Eddie Barefield (81), Amerikaans jazzmusicus
- Richard Maibaum (81), Amerikaans filmproducent en scenarioschrijver

### 5 januari
- Vasko Popa (68), Servisch dichter

### 6 januari
- Ahmet Adnan Saygun (83), Turks componist

### 7 januari
- Henri Louveau (80), Frans autocoureur

### 8 januari
- Nicolas Schöffer (78), Hongaars-Frans beeldhouwer en architect

### 11 januari
- Carl Anderson (85), Amerikaans natuurkundige
- Uke Tellegen-Veldstra (80), Nederlands politicus

### 14 januari
- Jan de Zanger (58), Nederlands acteur

### 15 januari
- Jan ten Have (87), Nederlands kunstenaar

### 16 januari
- Jabbo Smith (82), Amerikaans jazzmusicus

### 17 januari
- Giacomo Manzù (82), Italiaans kunstenaar
- Olav V (87), koning van Noorwegen

### 20 januari
- Louis Hardiquest (80), Belgisch wielrenner
- Louis Seigner (87), Frans acteur
- Aldert van der Ziel (80), Nederlands natuurkundige

### 21 januari
- Cor Aalten (77), Nederlands sprintster en meerkampster
- Ileana van Roemenië (82), lid Roemeens koningshuis

### 22 januari
- Woutera Sophie Suzanna van Benthem Jutting (91), Nederlands biologe

### 23 januari
- Robert Sobels (75), Nederlands acteur

### 25 januari
- Lilian Bond (83), Brits actrice

### 26 januari
- Johnny van Doorn (46), Nederlands dichter, schrijver en voordrachtskunstenaar
- Friedel Moritz (72), Duits componist en dirigent
- Karen Young (39), Amerikaans zangeres

### 28 januari
- Garrelt van Borssum Buisman (75), Nederlands militair en verzetsstrijder

### 29 januari
- Luc. van Hoek (80), Nederlands kunstenaar en dichter

### 30 januari
- John Bardeen (82), Amerikaans natuurkundige
- Josine Meyer (94), Nederlands essayiste en astrologe

### 31 januari
- Willy Gepts (68), Belgisch geneeskundige

## Februari

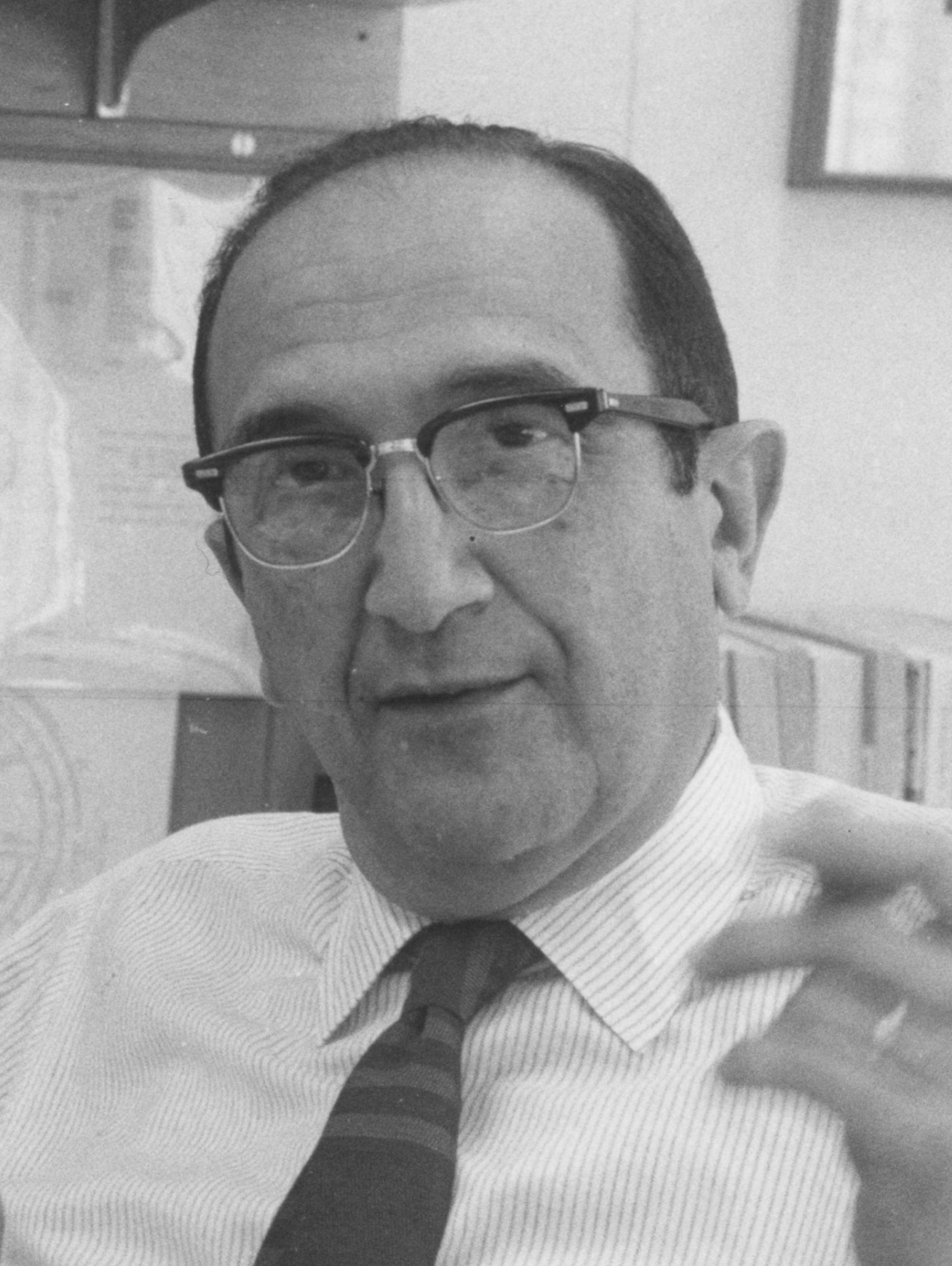
Salvador Luria
6 februari

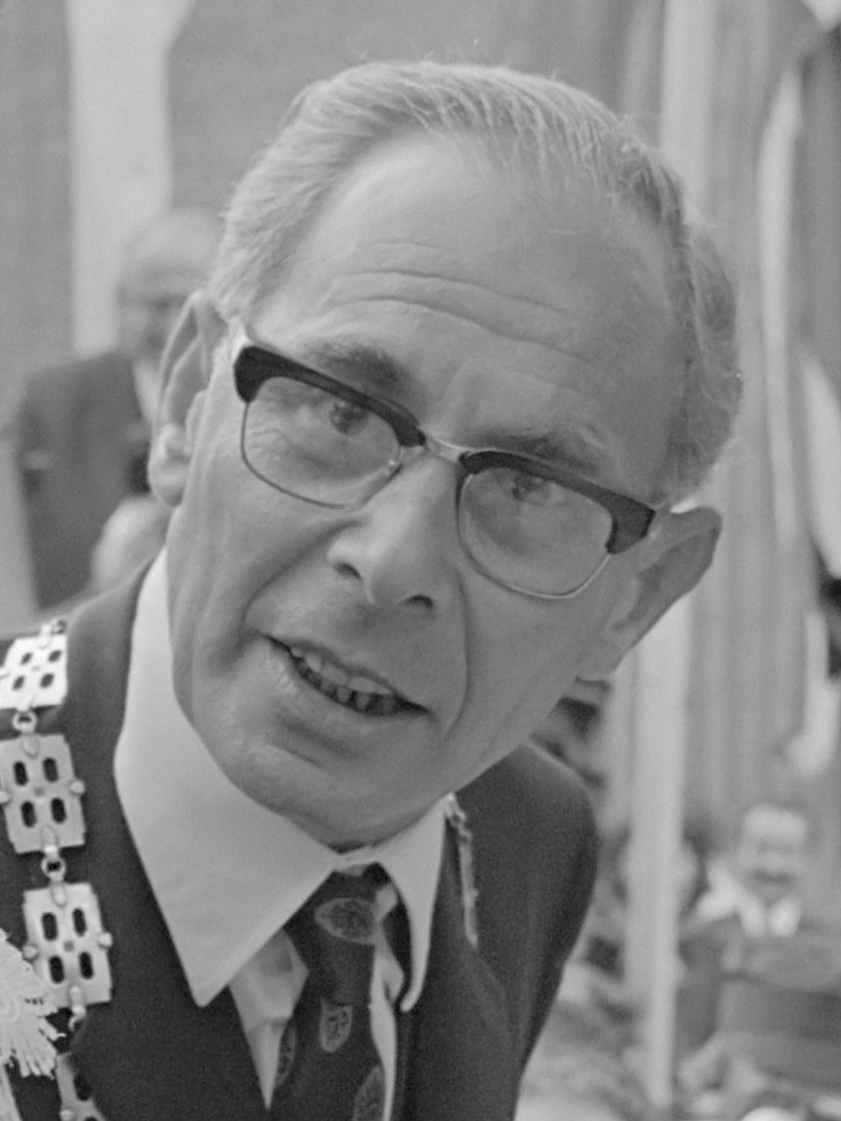
Maurits Troostwijk
8 februari

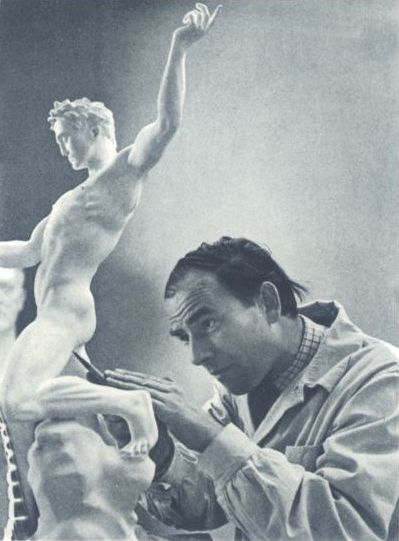
Arno Breker
13 februari

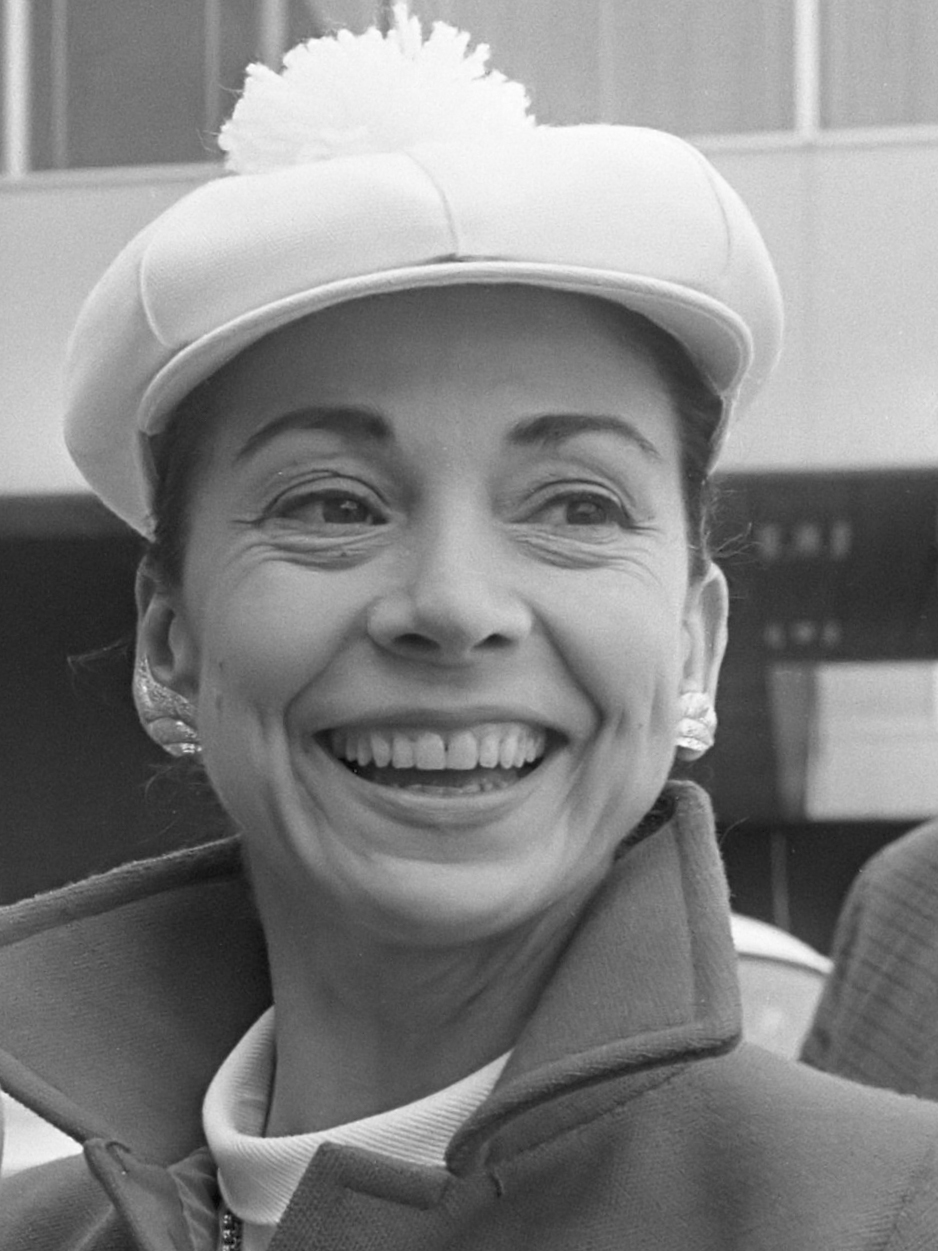
Margot Fonteyn
21 februari

| 1 | 2 | 3 | 4 | 5 | 6 | 7 | 8 | 9 | 10 | 11 | 12 | 13 | 14 | 15 | 16 | 17 | 18 | 19 | 20 | 21 | 22 | 23 | 24 | 25 | 26 | 27 | 28 |
| - | - | - | - | - | - | - | - | - | -- | -- | -- | -- | -- | -- | -- | -- | -- | -- | -- | -- | -- | -- | -- | -- | -- | -- | -- |

### 1 februari
- Annie van Ommeren-Averink (77), Nederlands politicus

### 3 februari
- Ernst Kalwitzki (81), Duits voetballer
- George Maurits van Saksen-Altenburg (90), lid Duitse adel

### 5 februari
- Pedro Arrupe (83), Spaans geestelijke, overste van de jezuïeten

### 6 februari
- Salvador Luria (78), Italiaans-Amerikaans microbioloog
- Danny Thomas (79), Amerikaans komiek en acteur

### 7 februari
- Amos Yarkoni (71), Israëlisch militair

### 8 februari
- Pier Giacomo Pisoni (62), Italiaans historicus, paleograaf en archivaris
- Maurits Troostwijk (76), Nederlands jurist en politicus
- Jean Viehoff (74), Nederlands kunstschilder

### 12 februari
- K.W.L. Bezemer (91), Nederlands maritiem historicus
- Wilhelm Brinkmann (80), Duits handbalspeler

### 13 februari
- Arno Breker (90), Duits beeldhouwer

### 15 februari
- Hans Borrebach (87), Nederlands illustrator

### 16 februari
- Jan Vlam (85), Nederlands politicus

### 19 februari
- Maarten van Bommel (84), Nederlands kunstverzamelaar

### 21 februari
- Margot Fonteyn (71), Brits ballerina

### 23 februari
- Gösta Persson (87), Zweeds waterpolospeler en zwemmer

### 24 februari
- Webb Pierce (69), Amerikaans countryzanger
- Héctor Rial (62), Argentijns-Spaans voetballer

### 26 februari
- Bram Charité (73), Nederlands gewichtheffer

### 28 februari
- Wenceslaus van Liechtenstein (28), lid Liechtensteinse vorstenhuis

## Maart

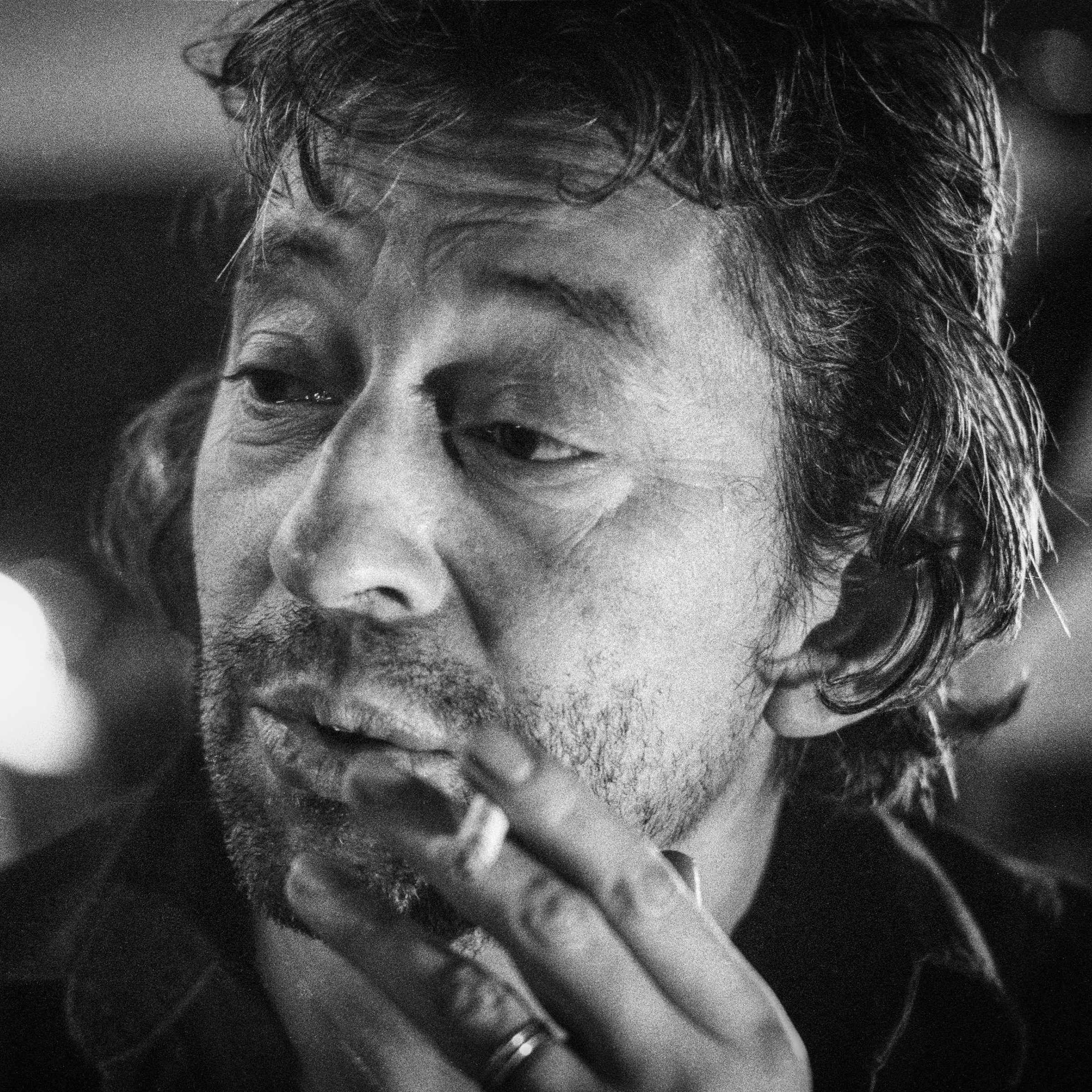
Serge Gainsbourg
2 maart

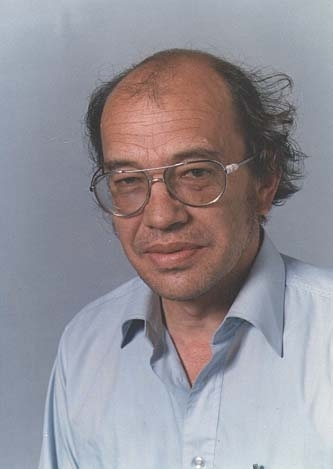
Rudy Cornets de Groot
6 maart

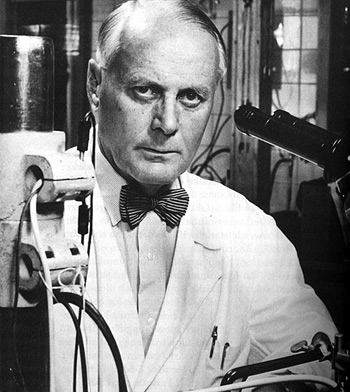
Ragnar Granit
12 maart

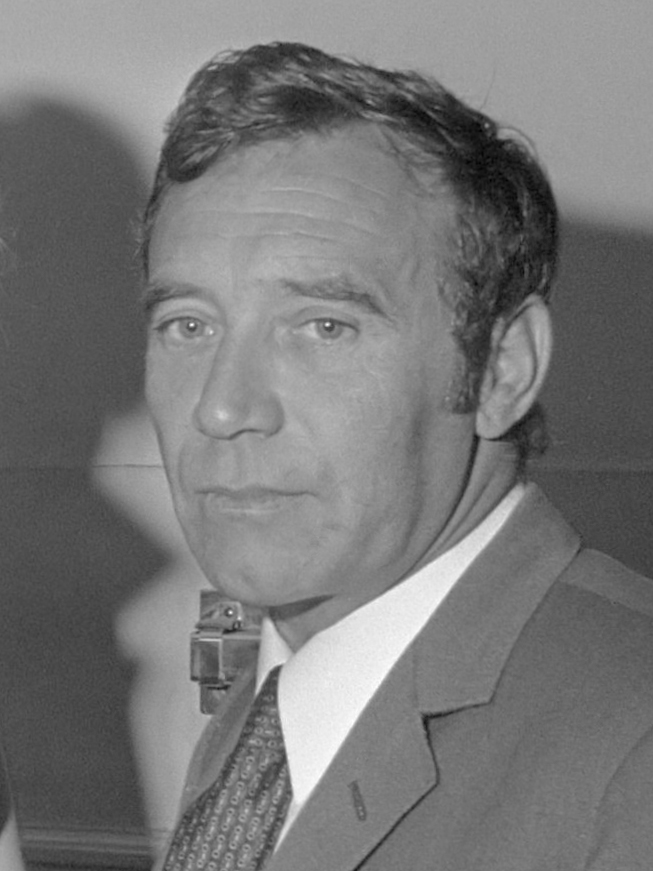
Cor Witschge
13 maart

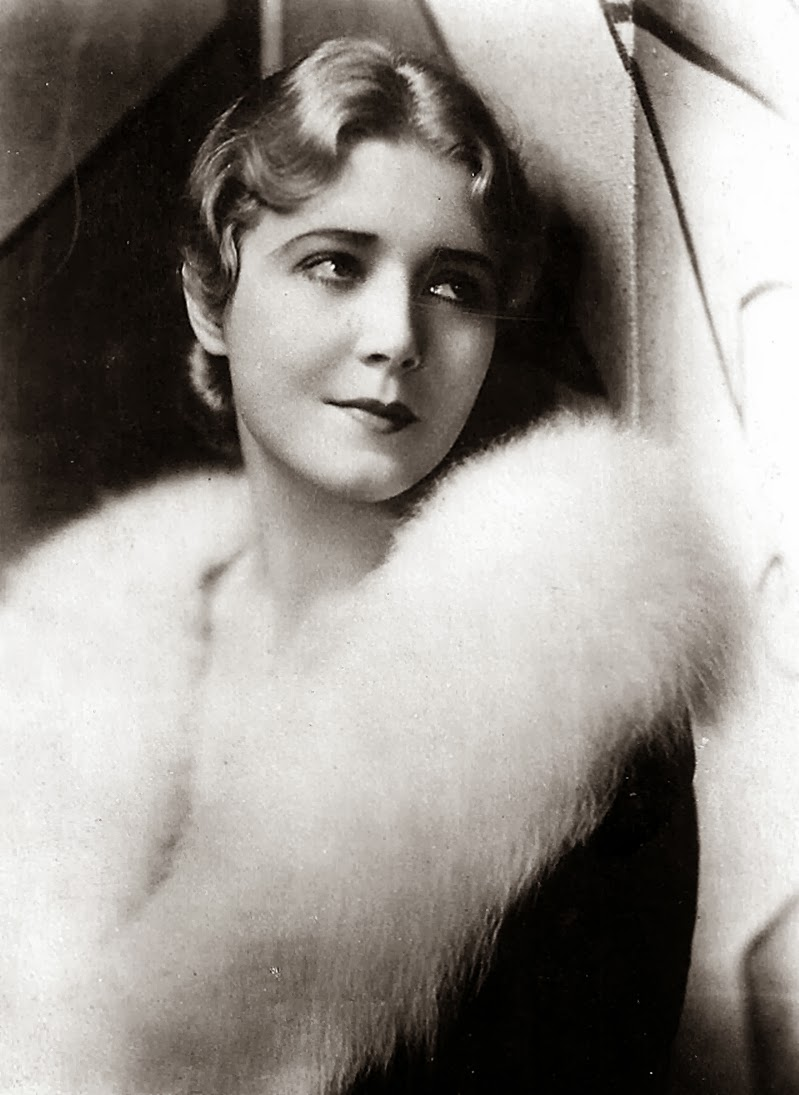
Vilma Bánky
18 maart

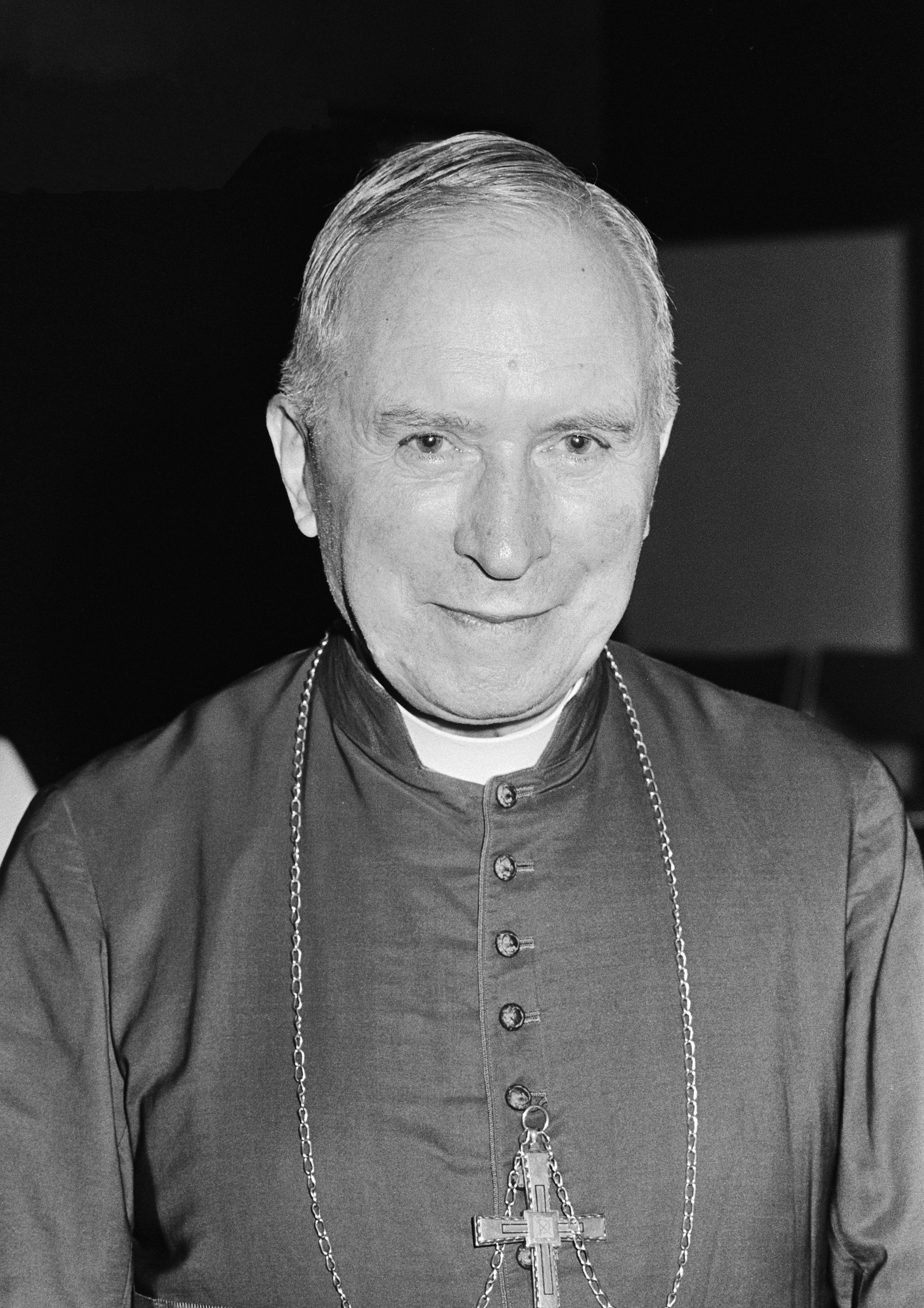
Marcel Lefebvre
25 maart

| 1 | 2 | 3 | 4 | 5 | 6 | 7 | 8 | 9 | 10 | 11 | 12 | 13 | 14 | 15 | 16 | 17 | 18 | 19 | 20 | 21 | 22 | 23 | 24 | 25 | 26 | 27 | 28 | 29 | 30 | 31 |
| - | - | - | - | - | - | - | - | - | -- | -- | -- | -- | -- | -- | -- | -- | -- | -- | -- | -- | -- | -- | -- | -- | -- | -- | -- | -- | -- | -- |

### 1 maart
- Edwin Land (82), Amerikaans natuurkundige, ondernemer en uitvinder

### 2 maart
- Serge Gainsbourg (62), Frans chansonnier

### 3 maart
- Clara Eggink (84), Nederlands dichteres
- Joop van der Leij (92), Nederlands atleet
- Sal Nistico (52), Amerikaans jazzsaxofonist
- Paul Christiaan van Westering (79), Nederlands organist en componist

### 5 maart
- Trijntje Jansma-Boskma (109), oudste inwoner van Nederland
- August de Schryver (92), Belgisch politicus

### 6 maart
- Rudy Cornets de Groot (62), Nederlands letterkundige

### 8 maart
- Ludwig Fischer (75), Duits autocoureur

### 9 maart
- Tomojiro Ikenouchi (84), Japans componist
- Jan Reusens (72), Belgisch acteur

### 10 maart
- Elie Siegmeister (82), Amerikaans componist

### 12 maart
- Ragnar Granit (90), Zweeds medicus
- William Heinesen (91), Faeröers schrijver
- Lex de Regt (43), Nederlands acteur

### 13 maart
- Max Poll (82), Belgisch bioloog
- Cor Witschge (65), Nederlands acteur

### 14 maart
- Howard Ashman (40), Amerikaans songwriter
- Jef Houthuys (68), Belgisch vakbondsbestuurder
- Doc Pomus (65), Amerikaans blueszanger en songwriter

### 16 maart
- Wim van den Brink (81), Nederlands toneelspeler
- Urbain Caffi (74), Frans wielrenner
- James Darcy Freeman (83), Australisch kardinaal-priester
- Trude Herr (63), Duits actrice en schlagerzangeres
- Herman van Roijen (85), Nederlands politicus

### 17 maart
- Jacob Emil van Hoogstraten (92), Nederland koloniaal ambtenaar

### 18 maart
- Vilma Bánky (93), Amerikaans actrice
- Rubén Figueroa Figueroa (82), Mexicaans politicus
- Jean Marquet (63), Belgisch medicus

### 19 maart
- Willem Hubertus Johannes Derks (75), Nederlands politicus

### 20 maart
- Marinus Vader (71), Nederlands verzetsstrijder

### 21 maart
- Vedat Dalokay (63), Turks architect en bestuurder
- Leo Fender (81), Amerikaans gitaarontwerper

### 22 maart
- Adrie Lasterie (47), Nederlands zwemster

### 23 maart
- Fons Jansen (65), Nederlands cabaretier

### 25 maart
- Marcel Lefebvre (85), Frans geestelijke en theoloog

### 29 maart
- Lee Atwater (40), Amerikaans politiek adviseur
- Guy Bourdin (62), Frans fotograaf

## April

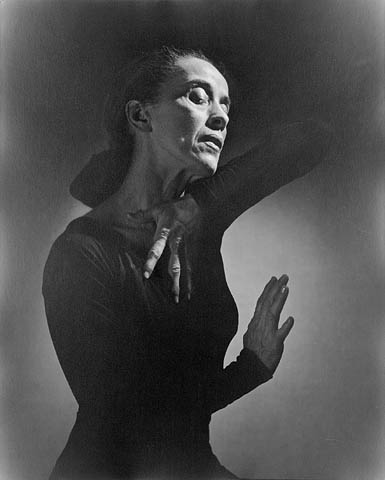
Martha Graham
1 april

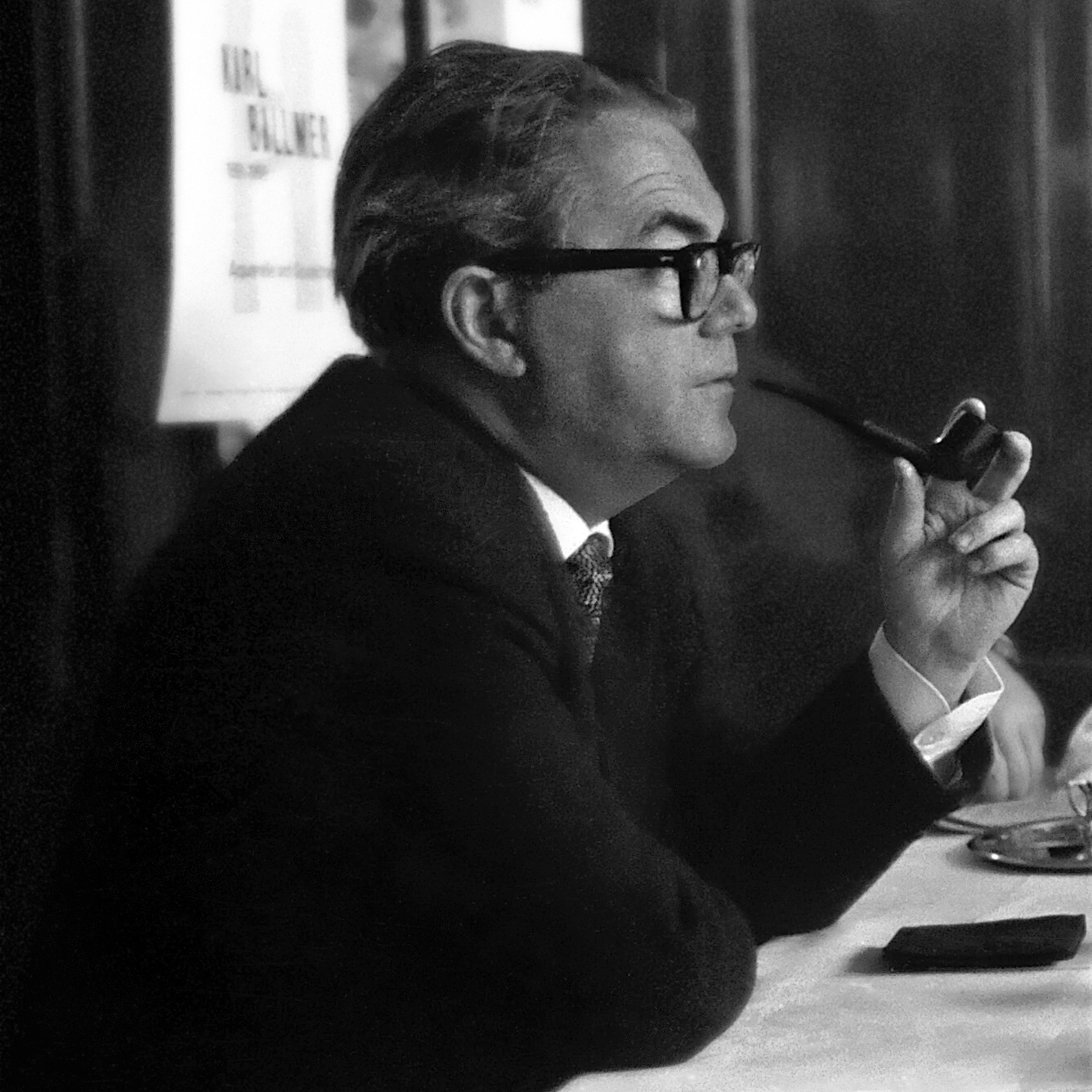
Max Frisch
4 april

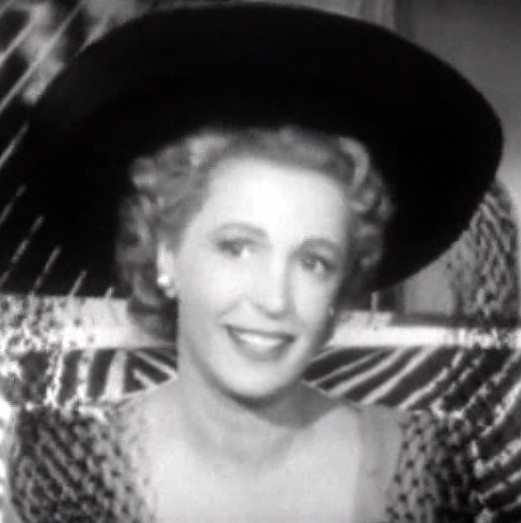
Natalie Schafer
10 april

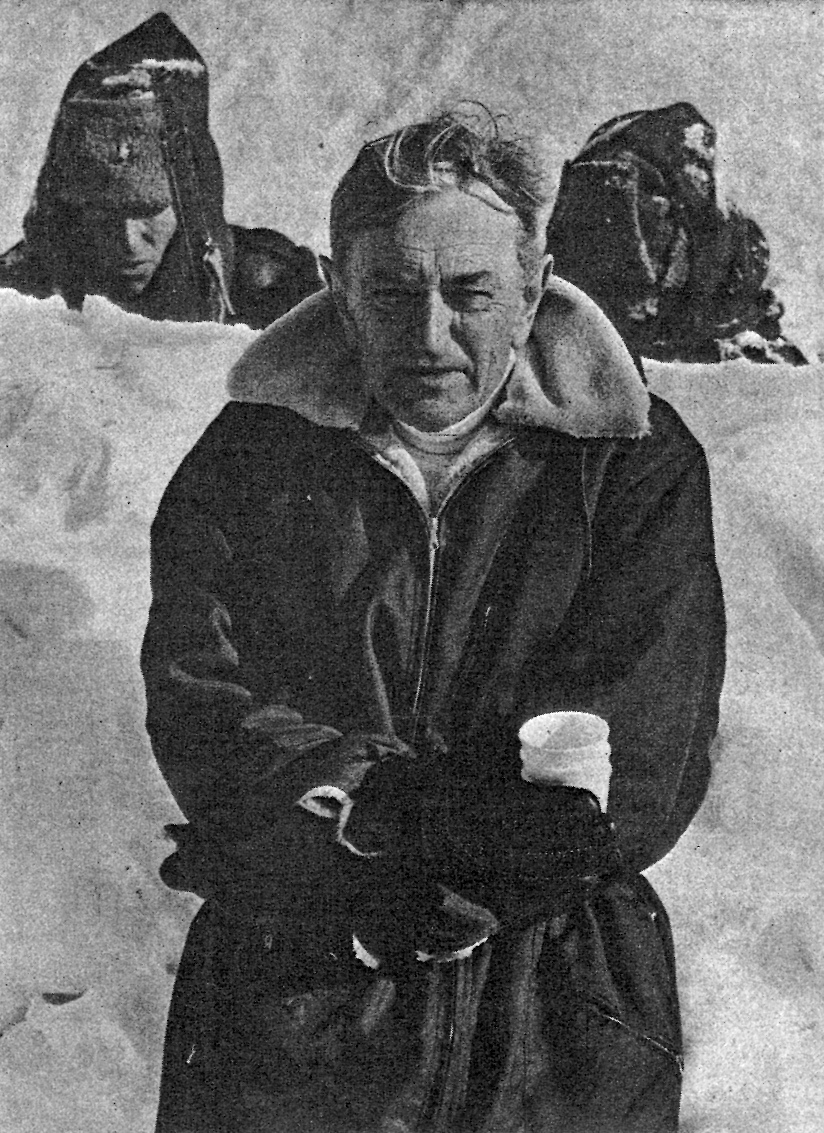
David Lean
16 april

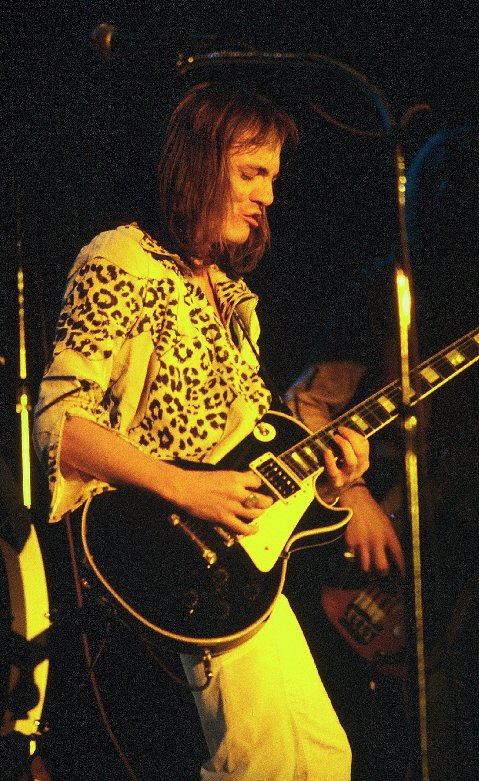
Steve Marriott
20 april

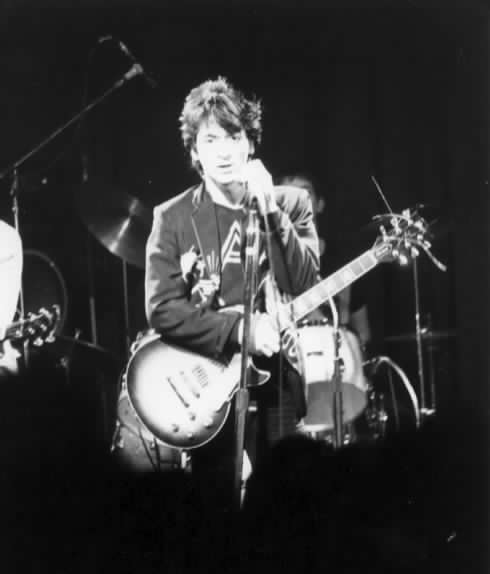
Johnny Thunders
23 april

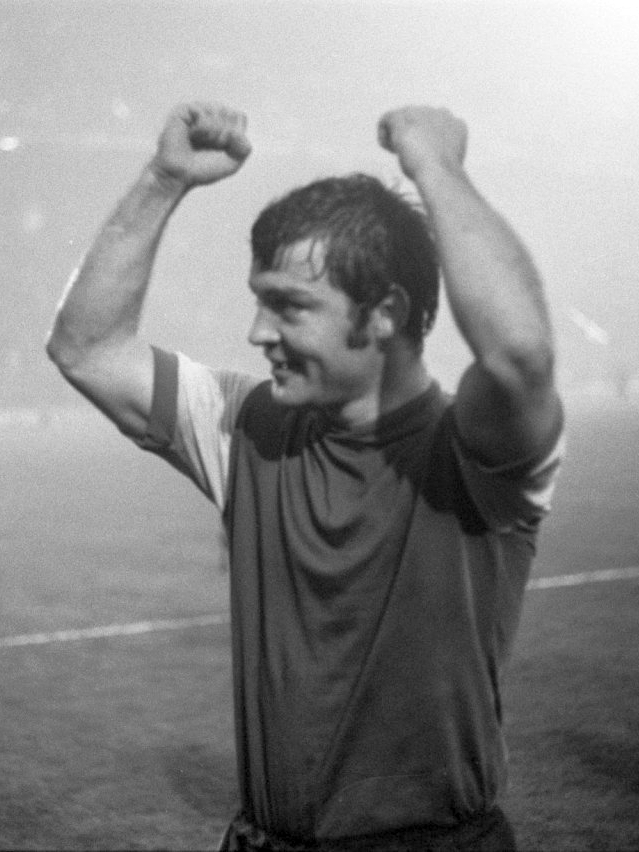
Theo Laseroms
25 april

| 1 | 2 | 3 | 4 | 5 | 6 | 7 | 8 | 9 | 10 | 11 | 12 | 13 | 14 | 15 | 16 | 17 | 18 | 19 | 20 | 21 | 22 | 23 | 24 | 25 | 26 | 27 | 28 | 29 | 30 |
| - | - | - | - | - | - | - | - | - | -- | -- | -- | -- | -- | -- | -- | -- | -- | -- | -- | -- | -- | -- | -- | -- | -- | -- | -- | -- | -- |

### 1 april
- Martha Graham (96), Amerikaans danseres en choreografe
- Eddie Miller (79), Amerikaans jazzmusicus

### 2 april
- Robert Veyron-Lacroix (68), Frans klavecimbelspeler en pianist
- Hendrik Roelof de Zaaijer (90), Nederlands jurist

### 3 april
- Charles Goren (90), Amerikaans bridgespeler
- Graham Greene (86), Brits schrijver
- Jacob van Prooijen (78), Nederlands predikant
- Jo Teunissen-Waalboer (71), Nederlands atlete

### 4 april
- Max Frisch (79), Zwitsers architect en schrijver
- Pagão (56), Braziliaans voetballer

### 7 april
- Germain De Rouck (63), Belgisch politicus

### 8 april
- Dead (22), Zweeds zanger

### 9 april
- Antoon Dignef (80), Belgisch wielrenner
- Forrest Towns (77), Amerikaans atleet

### 10 april
- Natalie Schafer (90), Amerikaans actrice

### 11 april
- Chester Anderson (58), Amerikaans schrijver

### 14 april
- Henk van Dijk (62), Nederlands pianist en componist
- Lionello Levi Sandri (80), Italiaans politicus

### 16 april
- Robert Bauder (75), Zwitsers politicus
- Charles Hammes (75), Nederlands beeldhouwer
- David Lean (83), Brits filmregisseur

### 17 april
- Bert van Selm (46), Nederlands neerlandicus en boekhistoricus

### 18 april
- Martin Hannett (42), Brits muziekproducent

### 20 april
- Steve Marriott (44), Brits singer-songwriter
- Don Siegel (78), Amerikaans filmregisseur

### 21 april
- Willi Boskovsky (81), Oostenrijks dirigent en violist

### 22 april
- Micheil Meschi (54), Georgisch voetballer
- Sylvio Pirillo (74), Braziliaans voetballer

### 23 april
- Hendrikus de Bijl (107), oudste man van Nederland
- Gerard Bijnens (79), Belgisch politicus
- Johnny Thunders (38), Amerikaans zanger

### 24 april
- Hannes de Graaf (79), Nederlands theoloog
- Joemjaagin Tsedenbal (74), Mongools politicus

### 25 april
- Lamberto Avellana (76), Filipijns film- en toneelregisseur
- Theo Laseroms (51), Nederlands voetballer en voetbaltrainer

### 26 april
- Walter Reder (76), Duits militair

### 27 april
- Robert Velter (82), Frans stripauteur

### 28 april
- Ken Curtis (74), Amerikaans zanger
- Arie Pronk (61), Nederlands componist en omroepbestuurder

### 30 april
- Marcus Heeresma (54), Nederlands schrijver
- Paul Houwen (57), Nederlands natuurbeschermer

## Mei

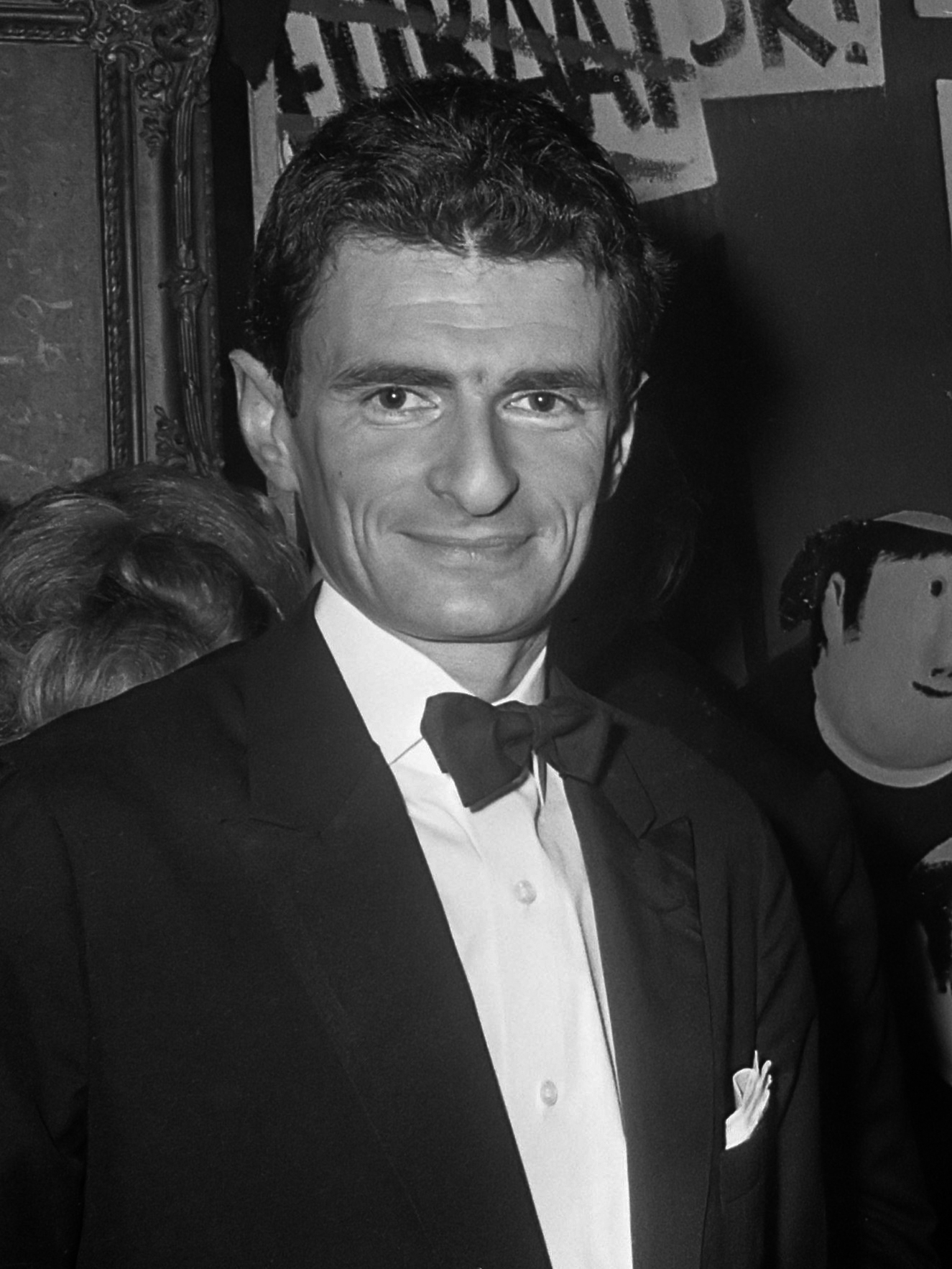
Jerzy Kosinski
3 mei

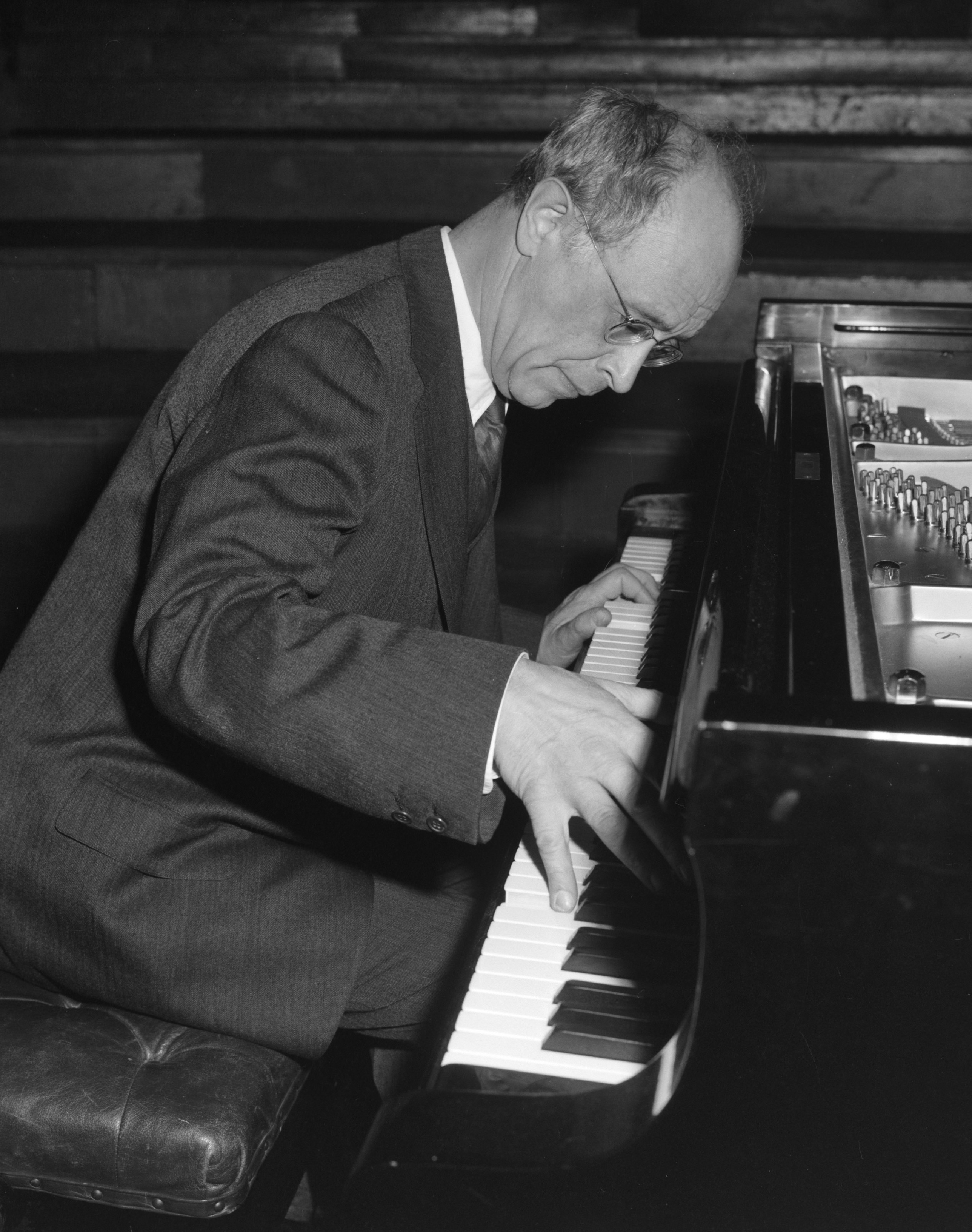
Rudolf Serkin
8 mei

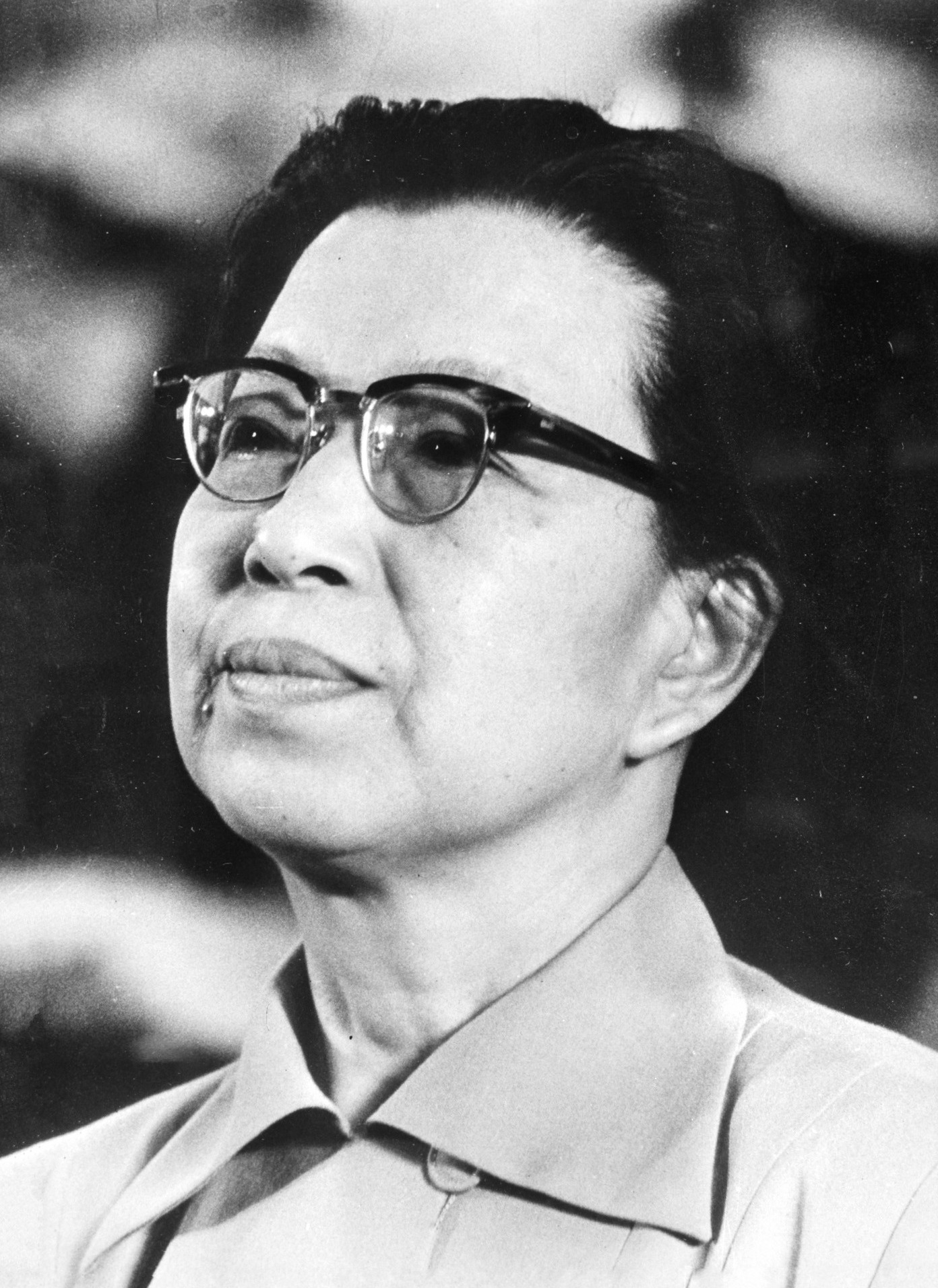
Jiang Qing
14 mei

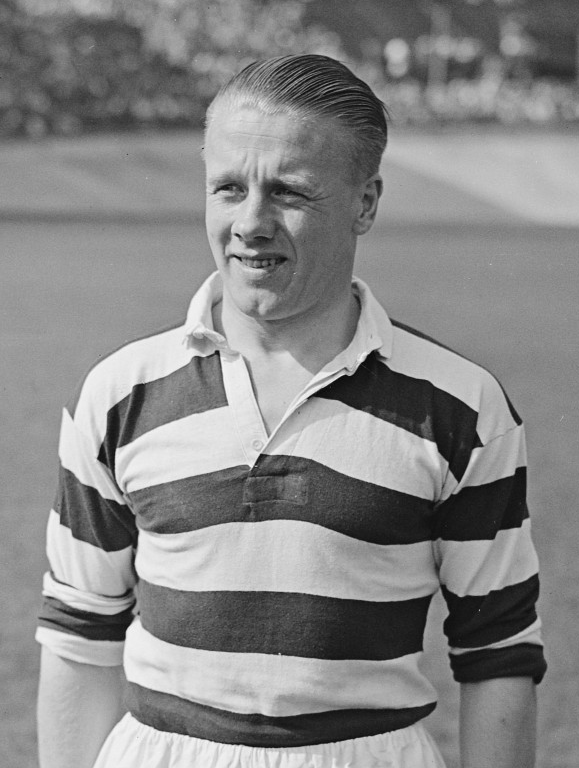
Wim Lakenberg
19 mei

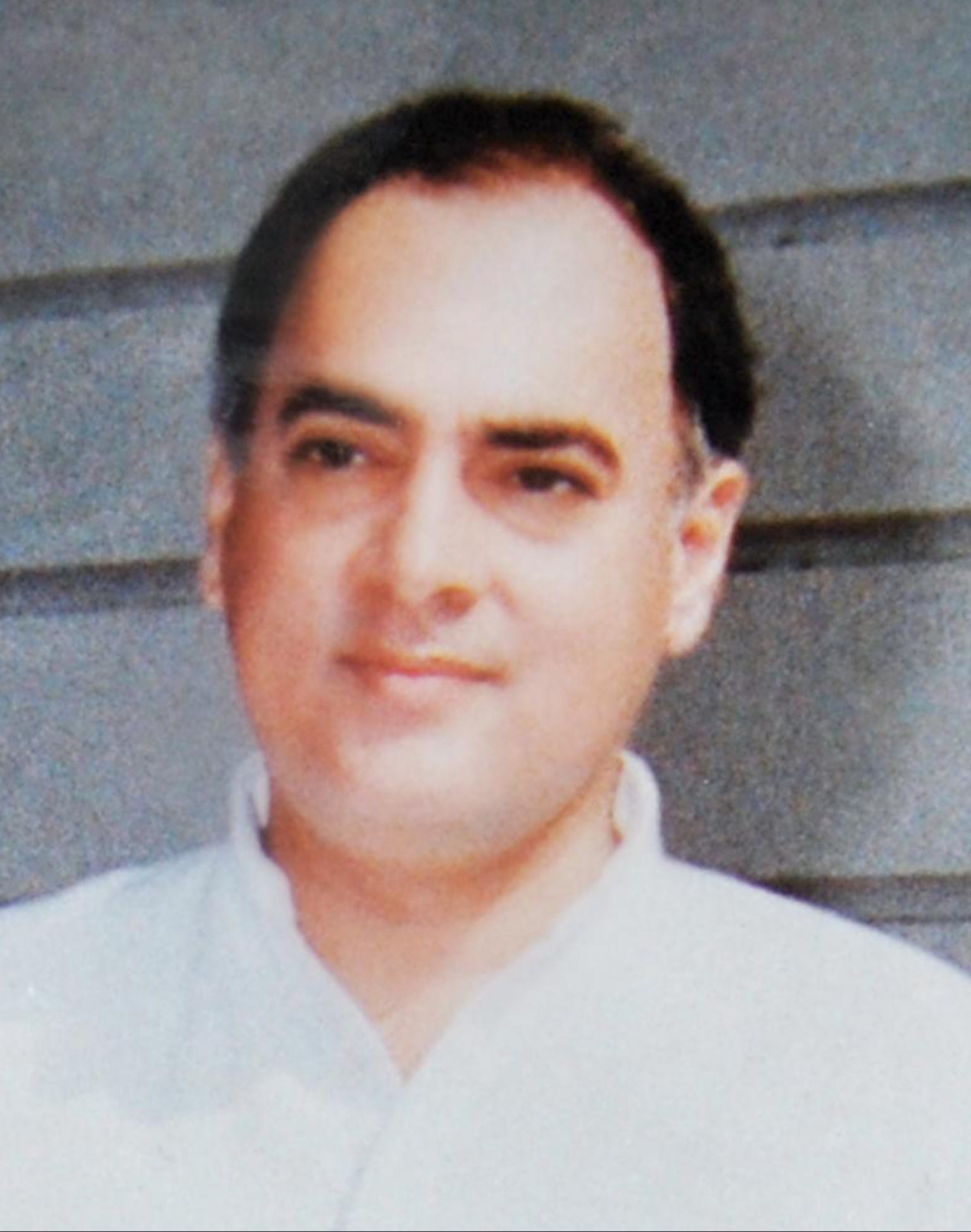
Rajiv Gandhi
21 mei

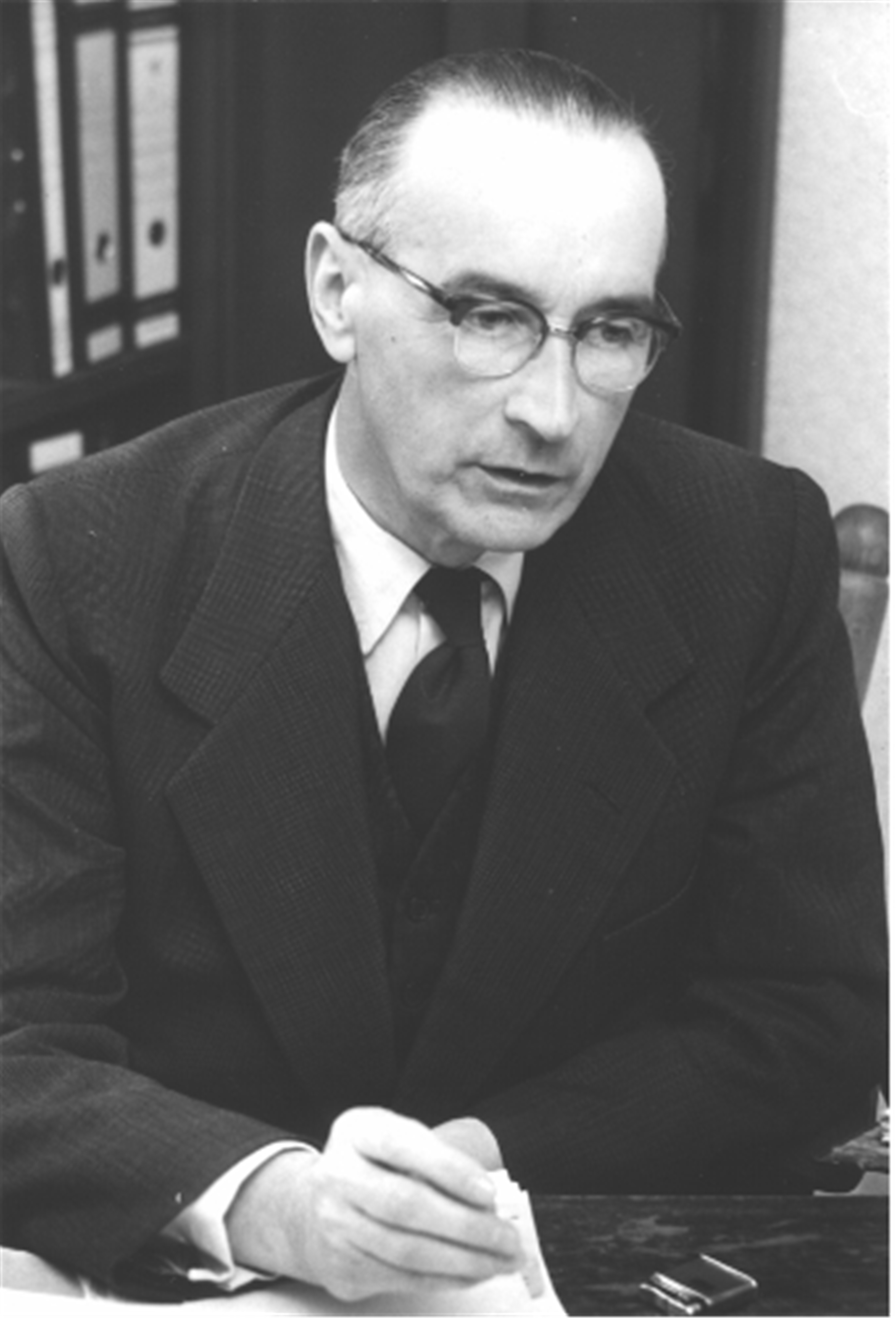
Frits van Kemenade
23 mei

| 1 | 2 | 3 | 4 | 5 | 6 | 7 | 8 | 9 | 10 | 11 | 12 | 13 | 14 | 15 | 16 | 17 | 18 | 19 | 20 | 21 | 22 | 23 | 24 | 25 | 26 | 27 | 28 | 29 | 30 | 31 |
| - | - | - | - | - | - | - | - | - | -- | -- | -- | -- | -- | -- | -- | -- | -- | -- | -- | -- | -- | -- | -- | -- | -- | -- | -- | -- | -- | -- |

### 1 mei
- Cesare Merzagora (92), Italiaans politicus
- Gerhard Scholz-Rothe (77), Duits componist

### 2 mei
- Johan Nicolaas Mulder (75), Nederlands militair

### 3 mei
- Truus Klapwijk (87), Nederlands zwemster en schoonspringster
- Jerzy Kosinski (57), Amerikaans schrijver
- Gerrit Mik (68), Nederlands psychiater en politicus

### 6 mei
- Anthony van Kampen (79), Nederlands schrijver
- Georges Sprockeels (64), Belgisch politicus

### 7 mei
- Alexandre Prigogine (78), Belgisch ornitholoog
- Theodorus van den Tillaart (81), bisschop van Atambua

### 8 mei
- Jean Langlais (84), Frans dirigent
- Rudolf Serkin (88), Amerikaans pianist

### 10 mei
- Armand Boni (81), Belgisch schrijver
- Louis Oliver (87), Amerikaans dichter
- Jörgen Smit (74), Noors antroposoof
- Teisutis Zikaras (68), Australisch beeldhouwer

### 11 mei
- Ho Dam (62), Noord-Koreaans politicus
- Berthe Groensmit-van der Kallen (71), Nederlands politicus

### 14 mei
- Ast Fonteyne (84), Belgisch pedagoog
- Aladár Gerevich (81), Hongaars schermer
- Jiang Qing (77), Chinees politiek activiste
- Jozef-Louis Stynen (84), Belgisch architect

### 15 mei
- Fritz Riess (68), Duits autocoureur

### 16 mei
- Theo Ettema (84), Nederlands componist

### 17 mei
- G. Evelyn Hutchinson (88), Brits-Amerikaans zoöloog en ecoloog
- Jean-Charles Snoy et d'Oppuers (83), Belgisch politicus

### 19 mei
- Ferdinand Fiévez (71), Nederlands politicus
- Wim Lakenberg (70), Nederlands voetballer
- Rini Otte (74), Nederlands actrice
- Willy Pot (68), Nederlands illustrator

### 20 mei
- Michel Gauquelin (62), Frans psycholoog

### 21 mei
- Ioan Petru Culianu (41), Roemeens godsdienstwetenschapper en dissident
- Rajiv Gandhi (46), Indiaas politicus
- M.J.A. Mol (82), Nederlands kunstschilder
- Julián Orbón (65), Spaans-Cubaans componist

### 22 mei
- Lino Brocka (52), Filipijns filmregisseur en scenarioschrijver
- Fernand De Mont (64), Belgisch dirigent

### 23 mei
- Frits van Kemenade (91), Nederlands burgemeester
- Wilhelm Kempff (95), Duits componist en pianist
- Jean Van Houtte (84), Belgisch politicus

### 24 mei
- Gene Clark (49), Amerikaans singer-songwriter
- Dirk Schoufs (29), Belgisch musicus

### 25 mei
- Eberhard Werdin (79), Duits componist

### 29 mei
- Matty de Bruijne (58), Nederlands politicus

## Juni

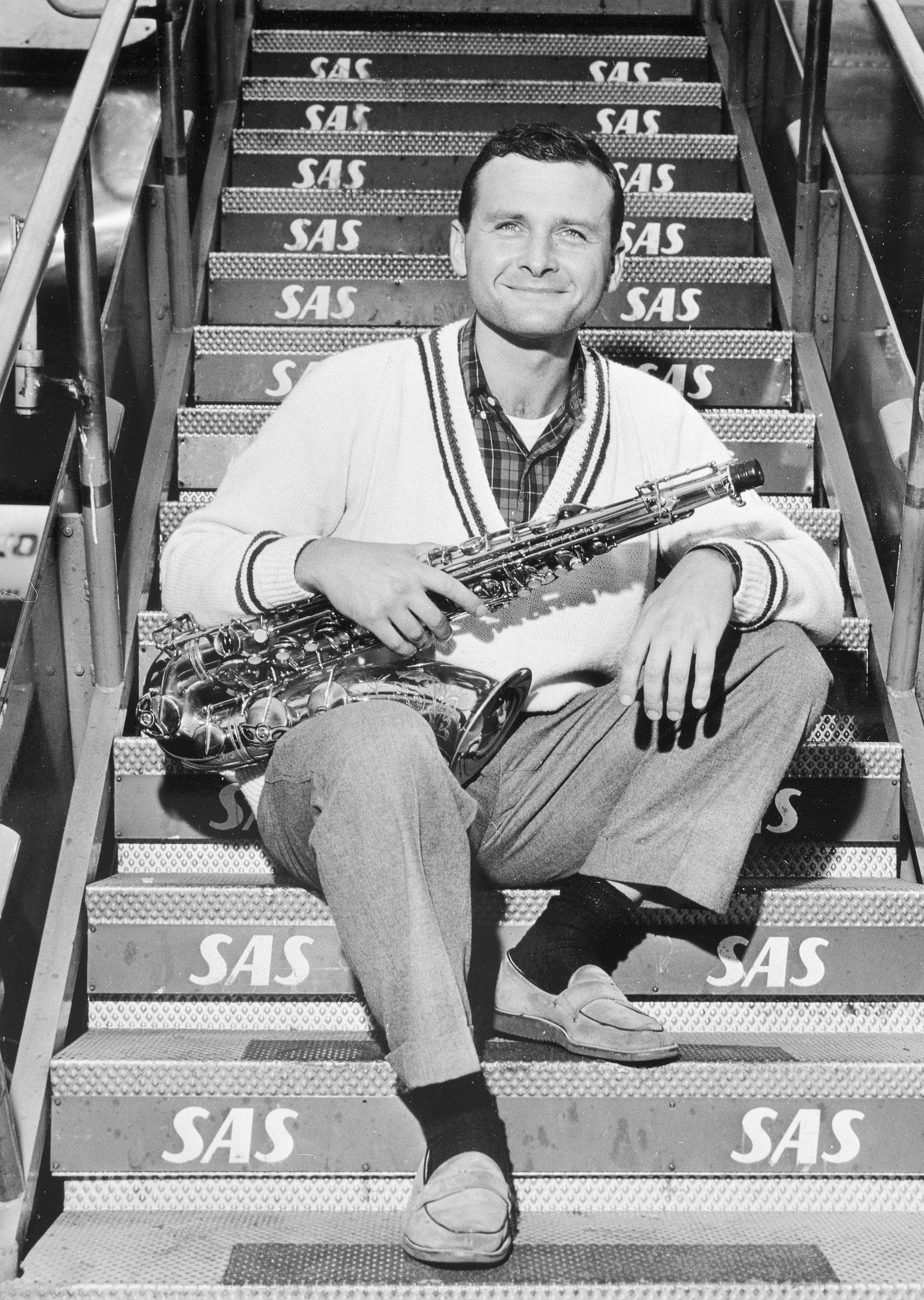
Stan Getz
6 juni

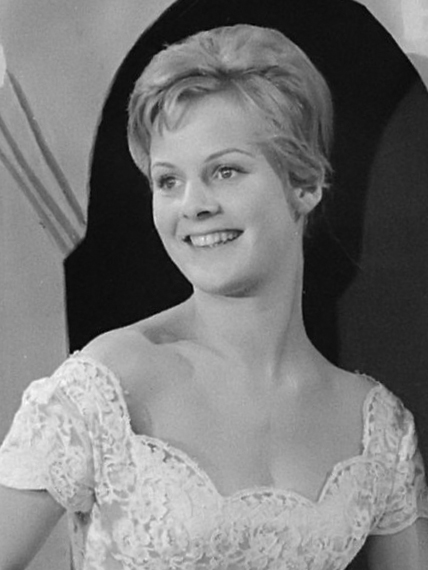
Heidi Brühl
8 juni

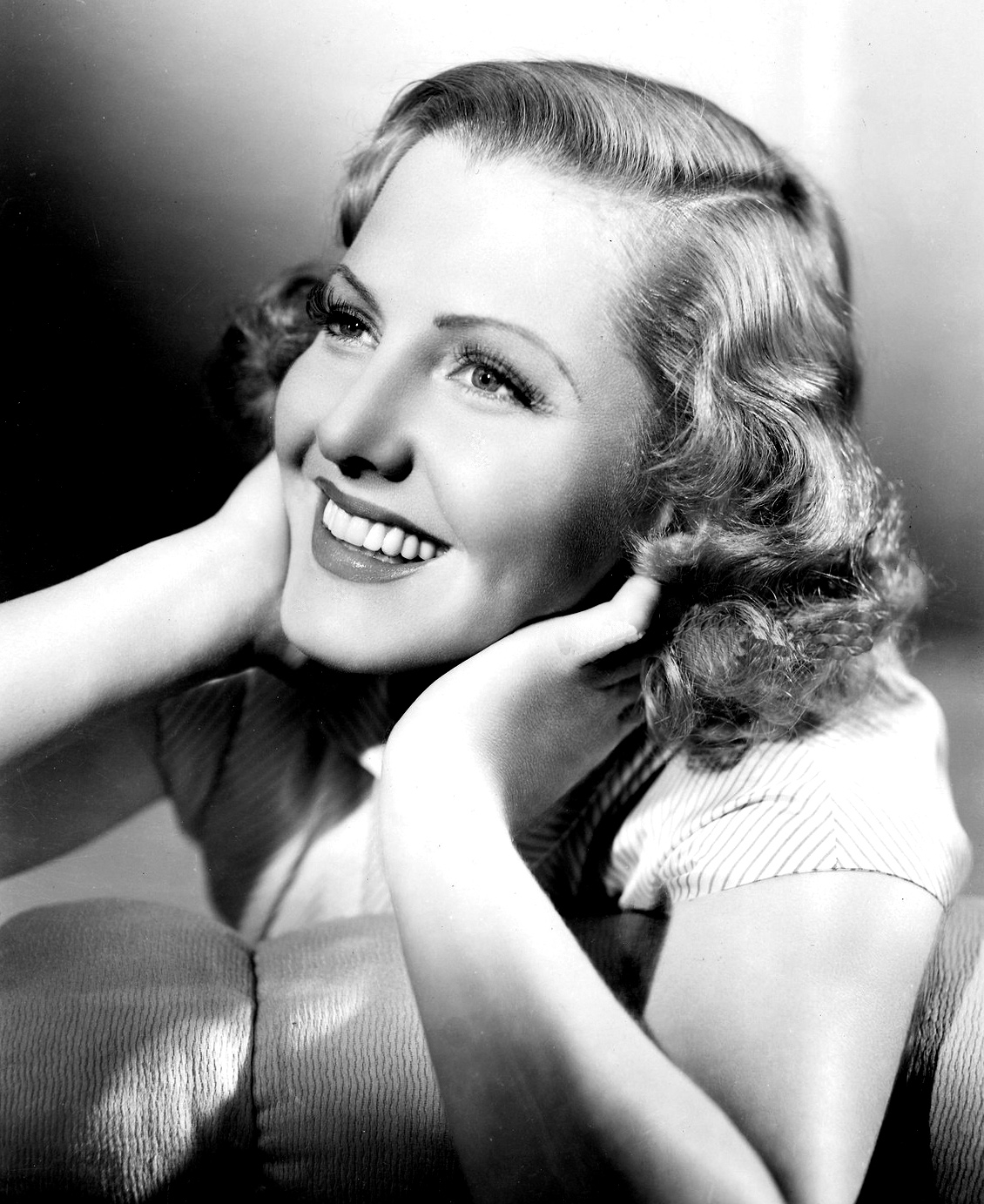
Jean Arthur
19 juni

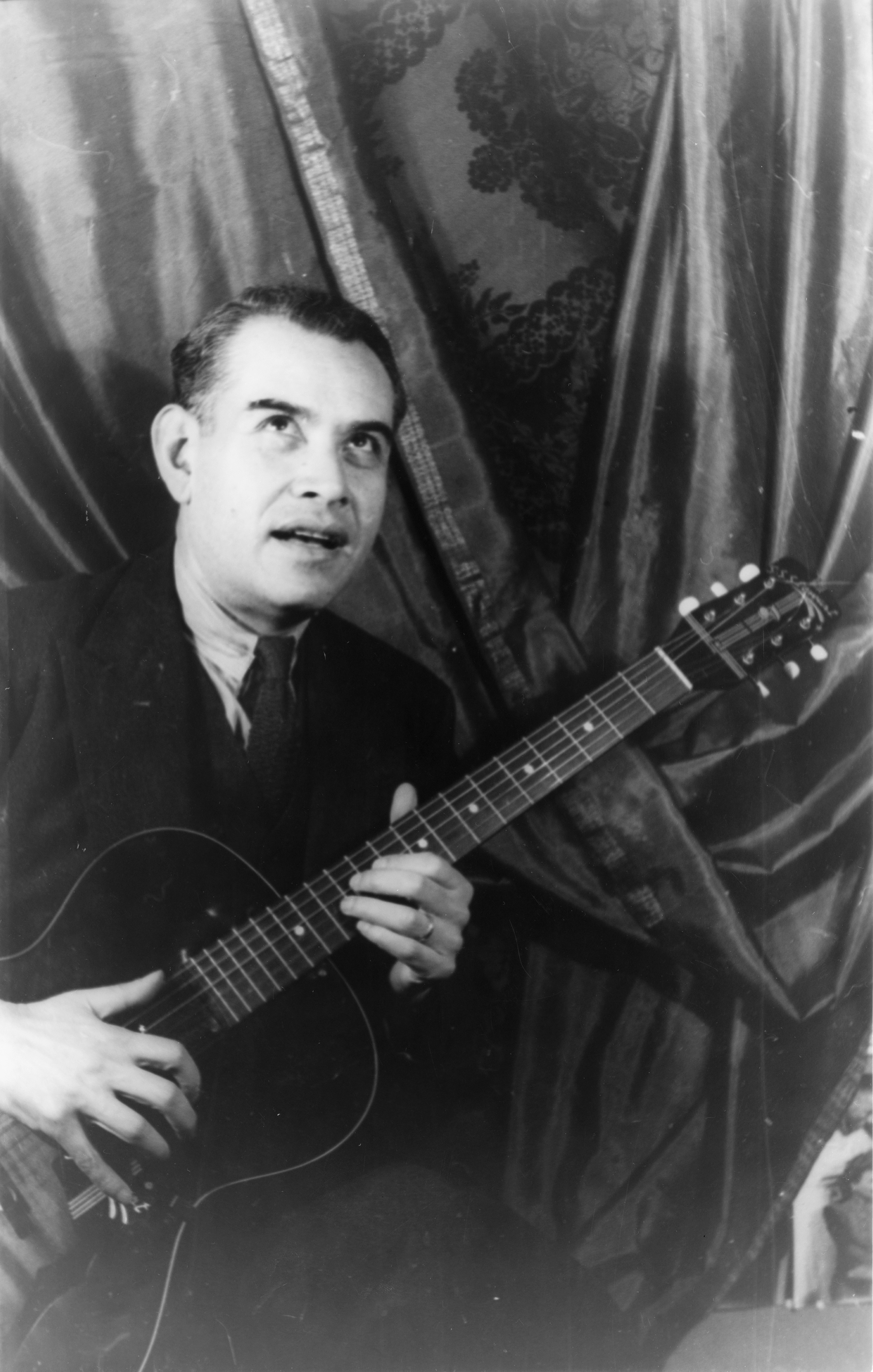
Rufino Tamayo
24 juni

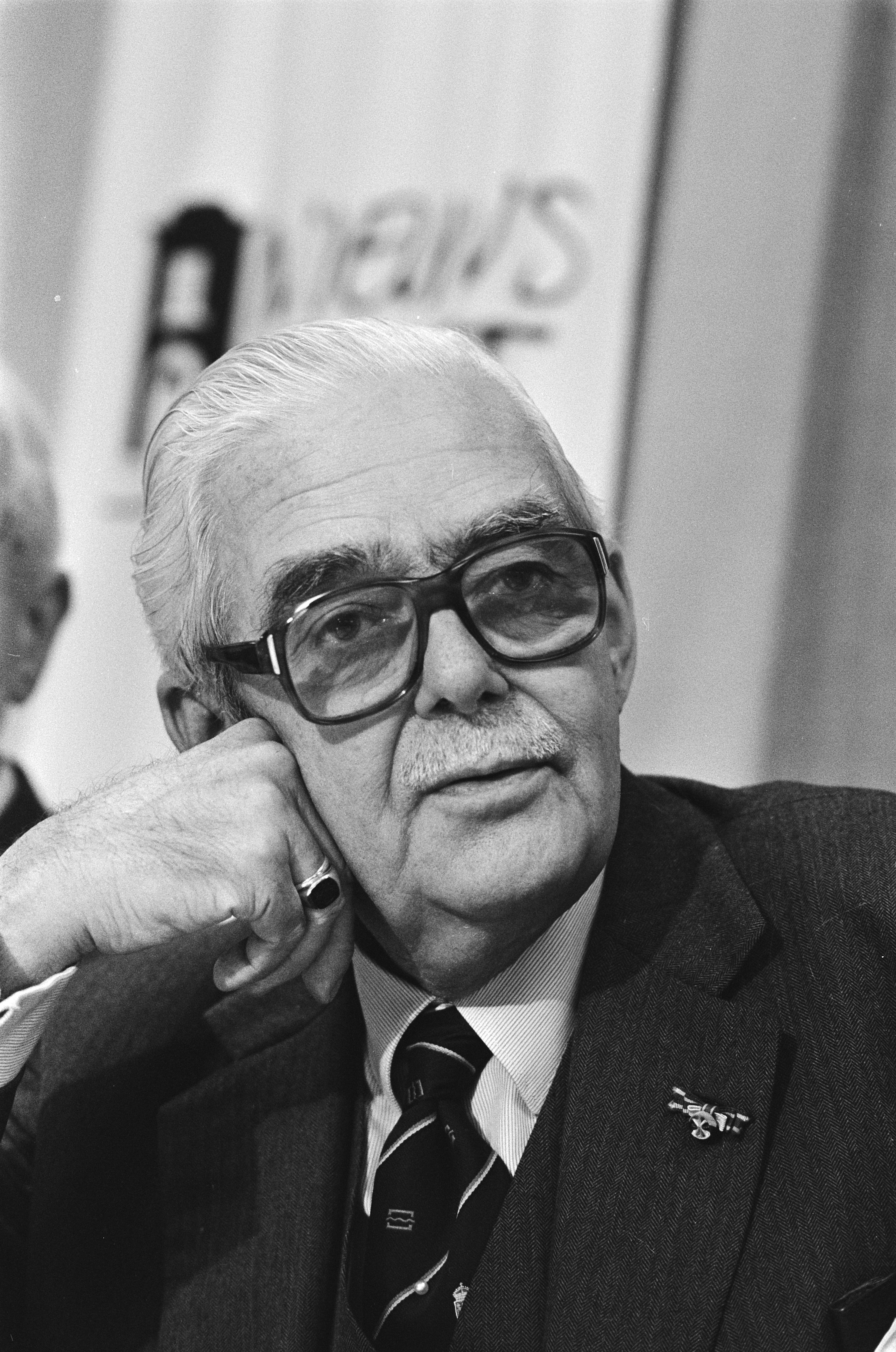
Molly Geertsema
27 juni

| 1 | 2 | 3 | 4 | 5 | 6 | 7 | 8 | 9 | 10 | 11 | 12 | 13 | 14 | 15 | 16 | 17 | 18 | 19 | 20 | 21 | 22 | 23 | 24 | 25 | 26 | 27 | 28 | 29 | 30 |
| - | - | - | - | - | - | - | - | - | -- | -- | -- | -- | -- | -- | -- | -- | -- | -- | -- | -- | -- | -- | -- | -- | -- | -- | -- | -- | -- |

### 1 juni
- David Ruffin (50), Amerikaans zanger

### 3 juni
- Raffaele Costantino (83), Italiaans voetballer en voetbalcoach
- Joop Demmenie (72), Nederlands wielrenner

### 4 juni
- Adriaan Katte (90), Nederlands hockeyer

### 5 juni
- Rosalina Abejo (68), Filipijns componist en musicus
- Frederik Belinfante (78), Nederlands natuurkundige en hoogleraar

### 6 juni
- Stan Getz (64), Amerikaans tenorsaxofonist

### 8 juni
- Heidi Brühl (49), Duits zangeres

### 9 juni
- Claudio Arrau (88), Chileens pianist

### 10 juni
- Jean Bruller (89), Frans schrijver
- Max van Praag (77), Nederlands zanger

### 14 juni
- Peggy Ashcroft (83), Brits actrice

### 15 juni
- William Arthur Lewis (76),  Saint Luciaans econoom

### 16 juni
- Vicki Brown (51), Brits zangeres

### 18 juni
- Leonida Frascarelli (85), Italiaans wielrenner
- Joseph Van Staeyen (71), Belgisch wielrenner

### 19 juni
- Jurriaan Andriessen (39), Nederlands beeldend kunstenaar
- Jean Arthur (90), Amerikaans actrice

### 20 juni
- Kitty ter Braake (77), Nederlands atlete

### 22 juni
- C.F.P. Stutterheim (88), Nederlands taalgeleerde

### 24 juni
- Dries Ewalds (78), Nederlands burgemeester
- Franz Hengsbach (80), Duits kardinaal
- Rufino Tamayo (91), Mexicaans kunstschilder

### 25 juni
- Pit van Loo (86), Nederlands architect en kunstschilder

### 26 juni
- Antoine Touseul (69), Nederlands oorlogsmisdadiger
- Öllegård Wellton (59), Zweeds actrice

### 27 juni
- Klaas Bruinsma (37), Nederlands crimineel
- Molly Geertsema (72), Nederlands politicus

### 29 juni
- Henri Lefebvre (90), Frans socioloog

### 30 juni
- Adrianus Cornelis van Leeuwen (103), Nederlands componist en dirigent

## Juli

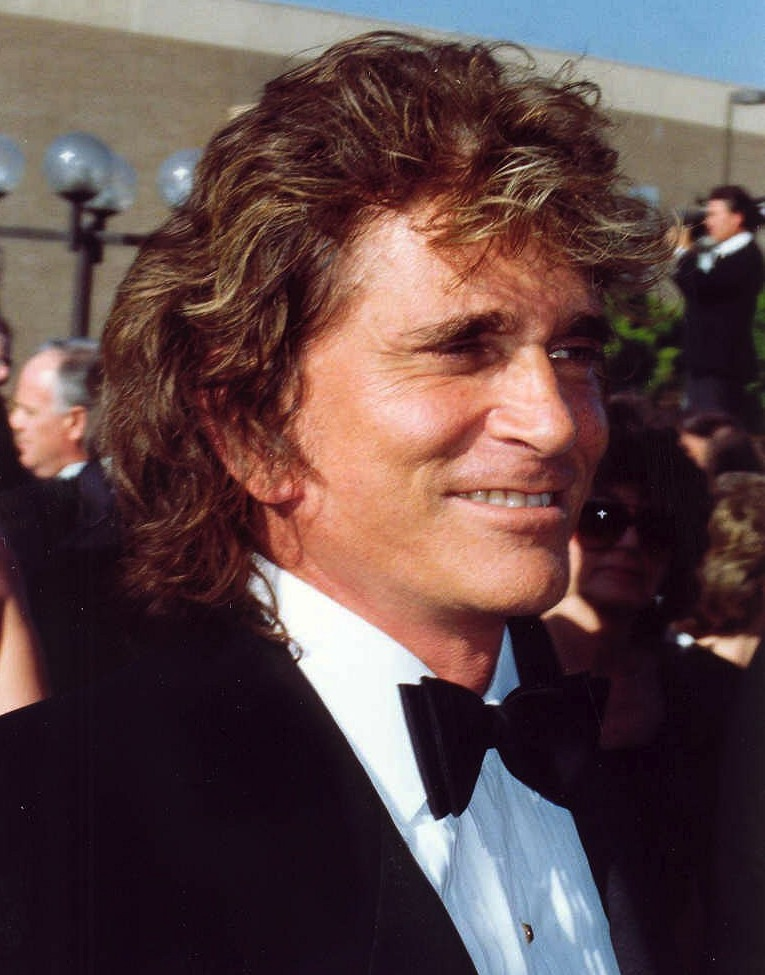
Michael Landon
1 juli

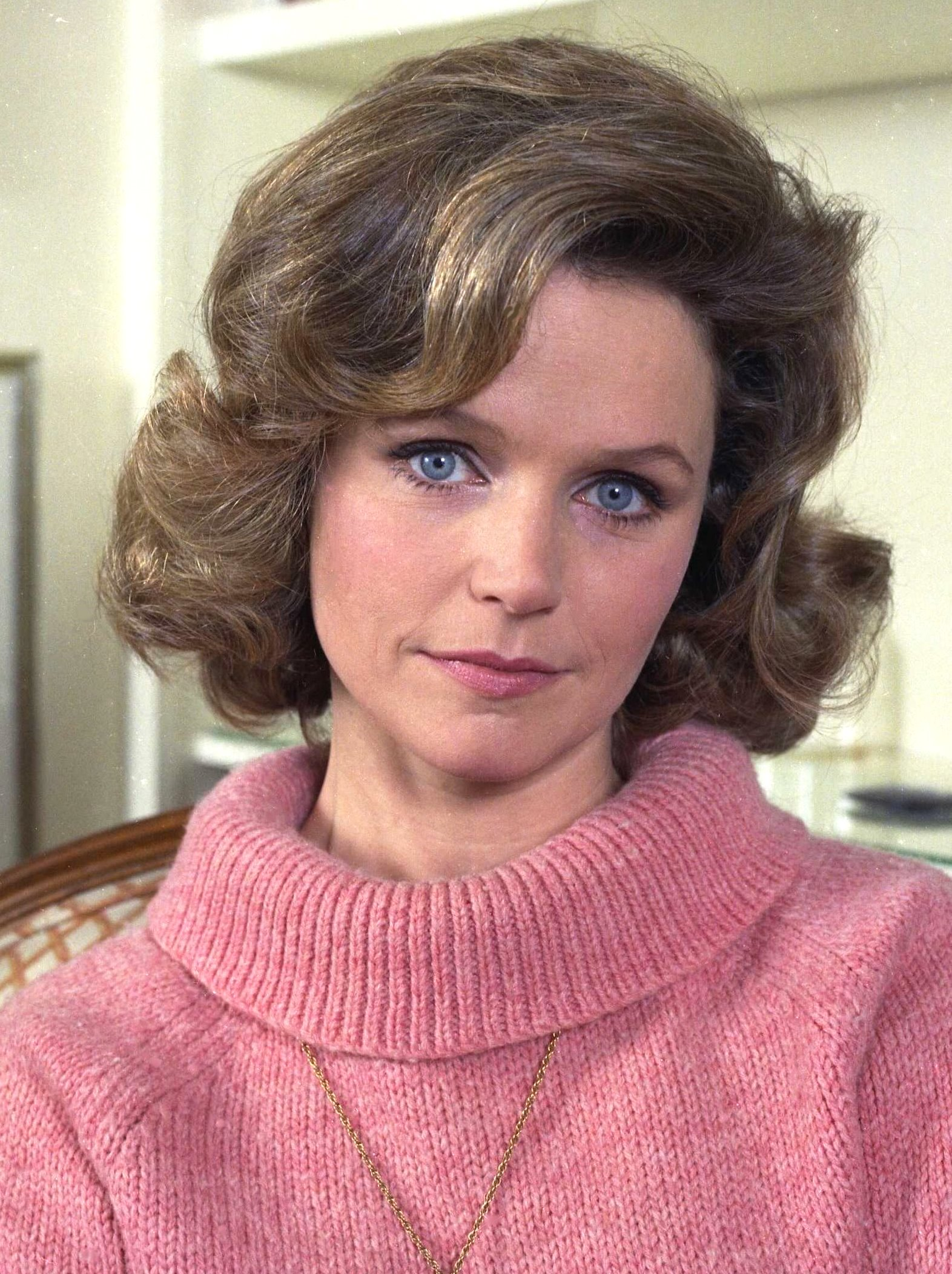
Lee Remick
2 juli

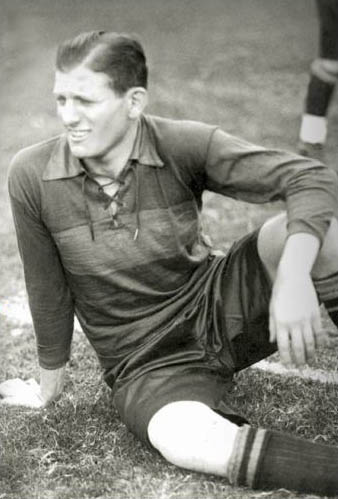
Domingo Tarasconi
3 juli

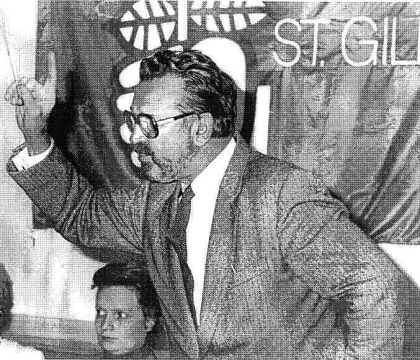
André Cools
18 juli

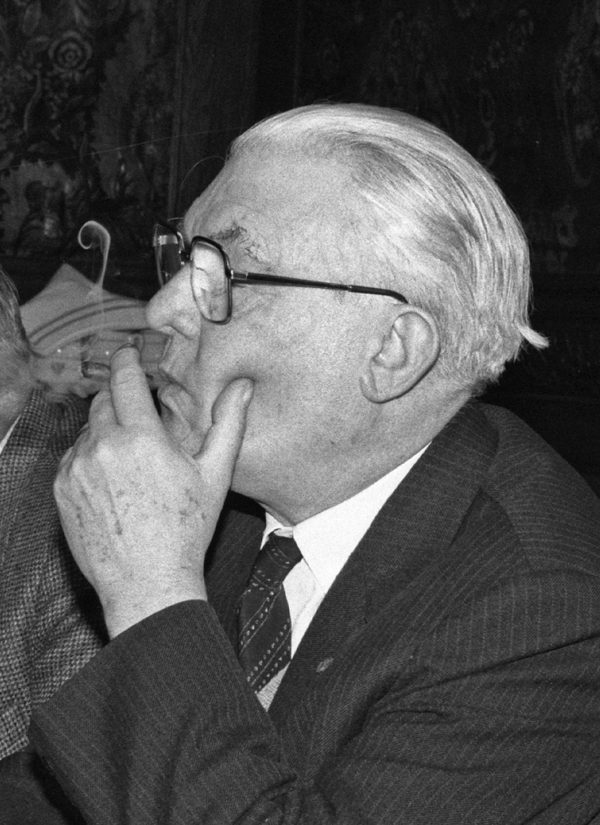
Albert Schouteet
23 juli

| 1 | 2 | 3 | 4 | 5 | 6 | 7 | 8 | 9 | 10 | 11 | 12 | 13 | 14 | 15 | 16 | 17 | 18 | 19 | 20 | 21 | 22 | 23 | 24 | 25 | 26 | 27 | 28 | 29 | 30 | 31 |
| - | - | - | - | - | - | - | - | - | -- | -- | -- | -- | -- | -- | -- | -- | -- | -- | -- | -- | -- | -- | -- | -- | -- | -- | -- | -- | -- | -- |

### 1 juli
- Joost Baljeu (65), Nederlands beeldend kunstenaar
- Joachim Kroll (58), Duits seriemoordenaar
- Michael Landon (54), Amerikaans acteur

### 2 juli
- Lee Remick (55), Amerikaans actrice

### 3 juli
- Domingo Tarasconi (87), Argentijns voetballer

### 4 juli
- Heinz Georg Linke (68), Duits componist

### 5 juli
- Roger Cockx (77), Belgisch kunstschilder

### 6 juli
- Anton Joegov (86), Bulgaars politicus
- Muda Lawal (37), Nigeriaans voetballer

### 9 juli
- Danio Bardi (54), Italiaans waterpolospeler

### 10 juli
- Dam Jaarsma (76), Nederlands Friestalig schrijver

### 11 juli
- Honorata de la Rama (86), Filipijns zangeres en actrice

### 13 juli
- Aldo Ghira (71), Italiaans waterpolospeler
- Corneel van Kuyck (72), Belgisch schrijver

### 15 juli
- Arthur Briggs (92), Amerikaans jazzmusicus
- Marcel De Bisschop (83), Belgisch politicus
- Joe Turnesa (90), Amerikaans golfspeler

### 16 juli
- Robert Motherwell (76), Amerikaans kunstschilder

### 17 juli
- Géza Uray (69), Hongaars tibetoloog

### 18 juli
- André Cools (63), Belgisch politicus
- Harry Stroo (63), Nederlands kanovaarder

### 19 juli
- Guillermo Bonfil Batalla (56), Mexicaans antropoloog
- Rik Slabbinck (76), Belgisch kunstschilder

### 22 juli
- Ruud van de Ven (68), Nederlands burgemeester

### 23 juli
- Eric Oswald van Boetzelaer (87), Nederlands diplomaat en ambtenaar
- Albert Schouteet (82), Belgisch historicus

### 24 juli
- Isaac Bashevis Singer (86), Amerikaans schrijver

### 25 juli
- Lazar Kaganovitsj (97), Sovjet-Russisch politicus

### 26 juli
- Jakob van Den Haag en Nederland (76), aartsbisschop van de Russisch-orthodoxe Kerk

### 27 juli
- Pierre Brunet (89), Frans kunstschaatser
- Roelof Zegering Hadders (79), Nederlands politicus

### 28 juli
- Jan Gonda (86), Nederlands taalkundige
- Renate Heintze (54), Duits sieraadontwerpster

### 29 juli
- Christian de Castries (88), Frans militair

### 30 juli
- Tom Bridger (57), Brits autocoureur
- Jiři Strniště (77), Tsjecho-Slowaaks componist en dirigent

## Augustus

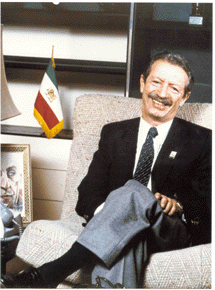
Shapour Bakhtiar
6 augustus

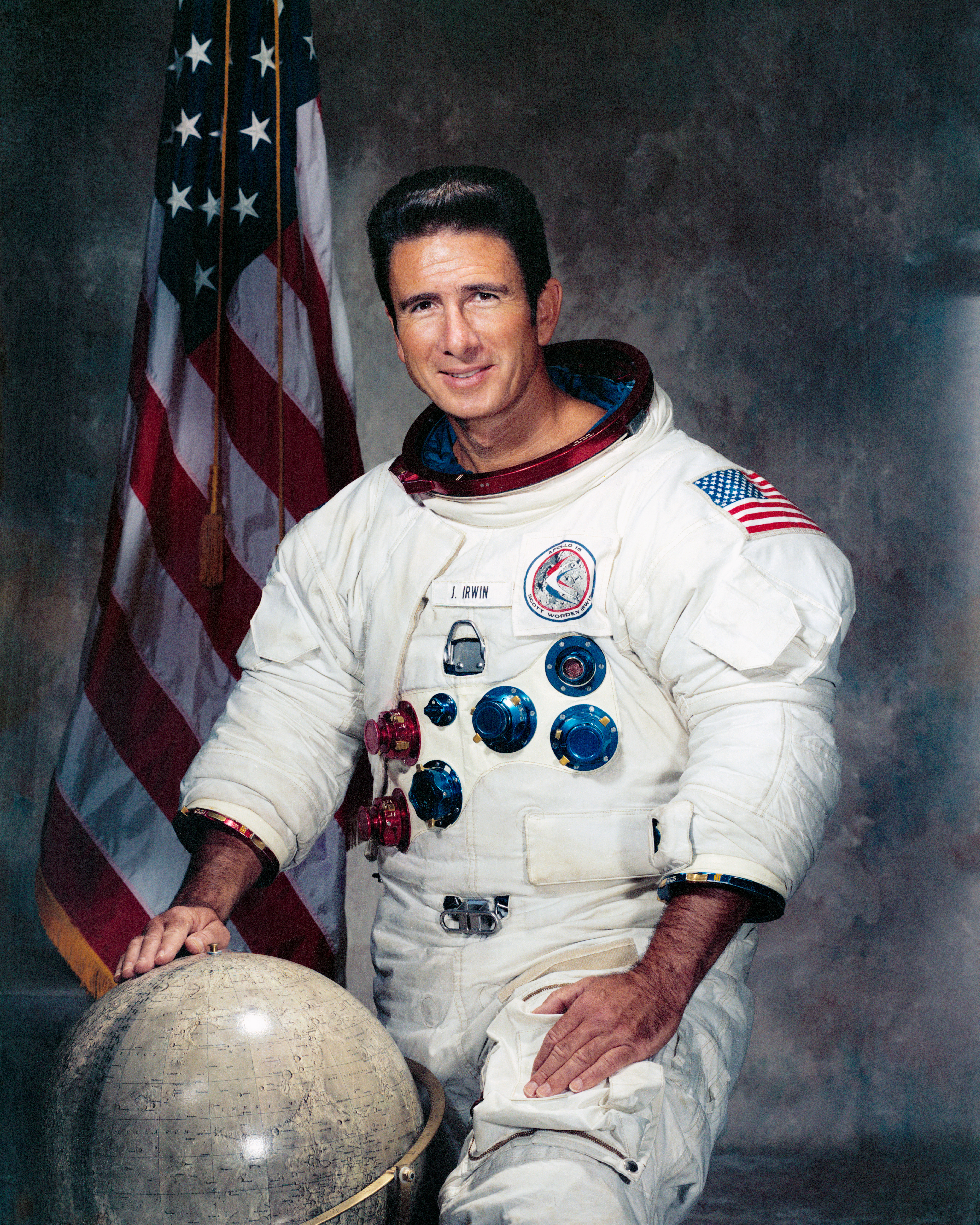
James Irwin
8 augustus

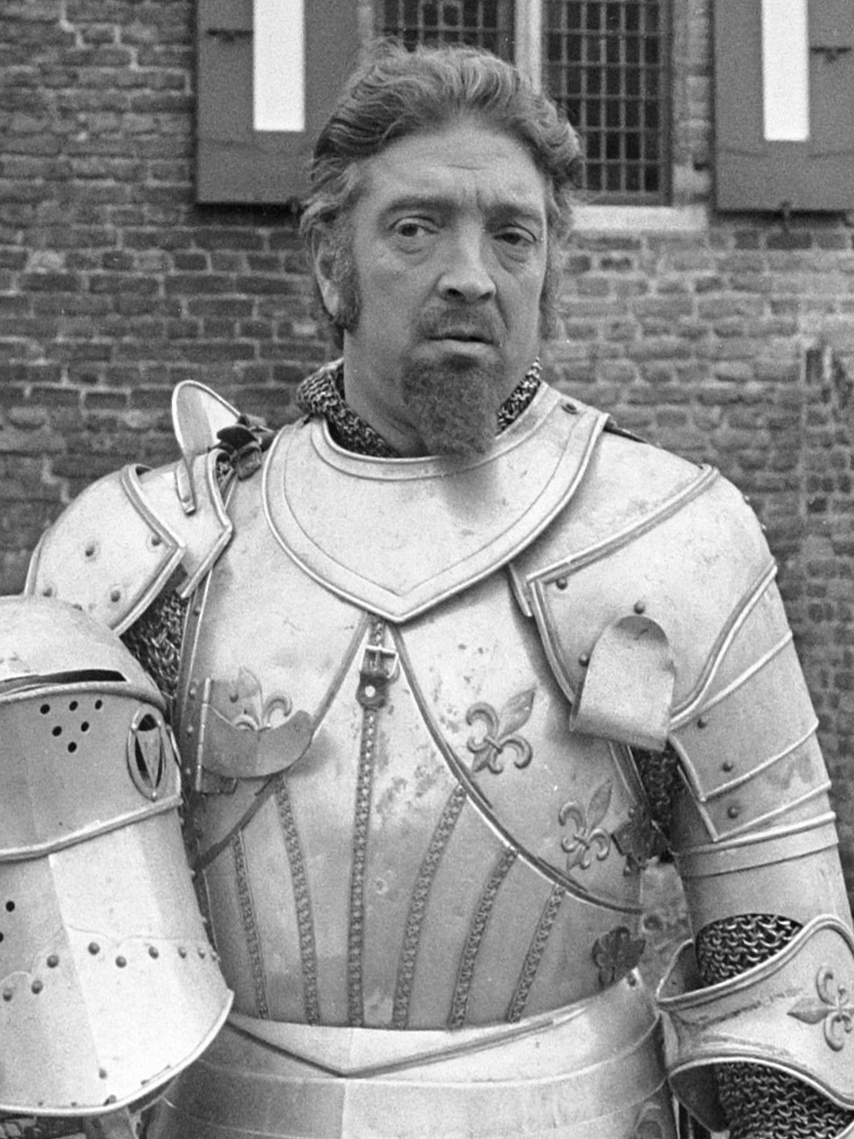
Ton Vos
12 augustus

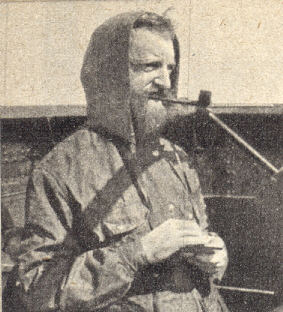
Jan van Dulm
20 augustus

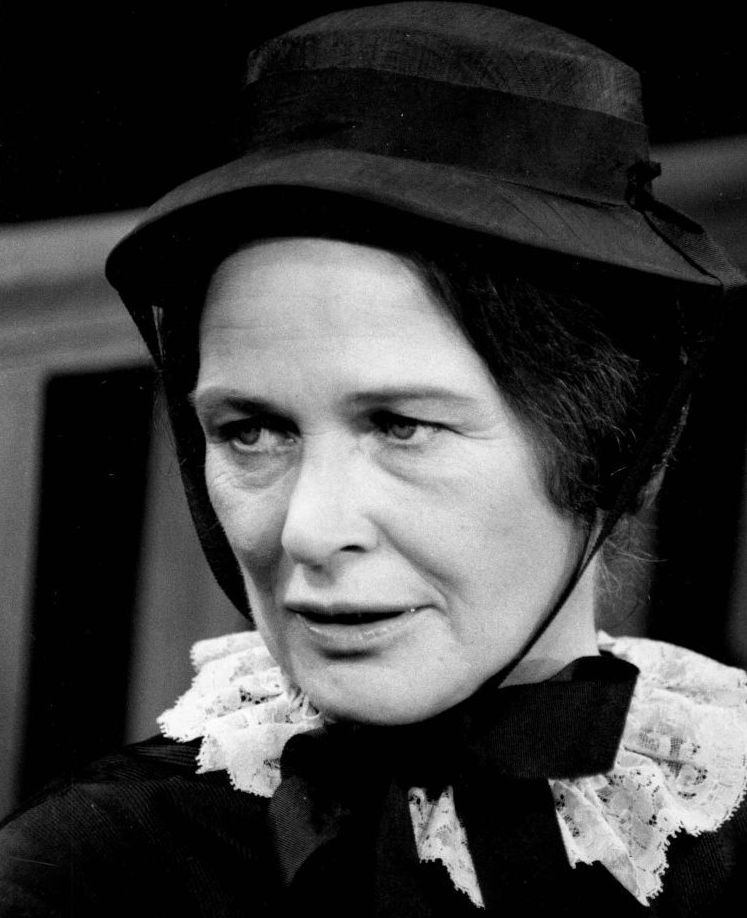
Colleen Dewhurst
22 augustus

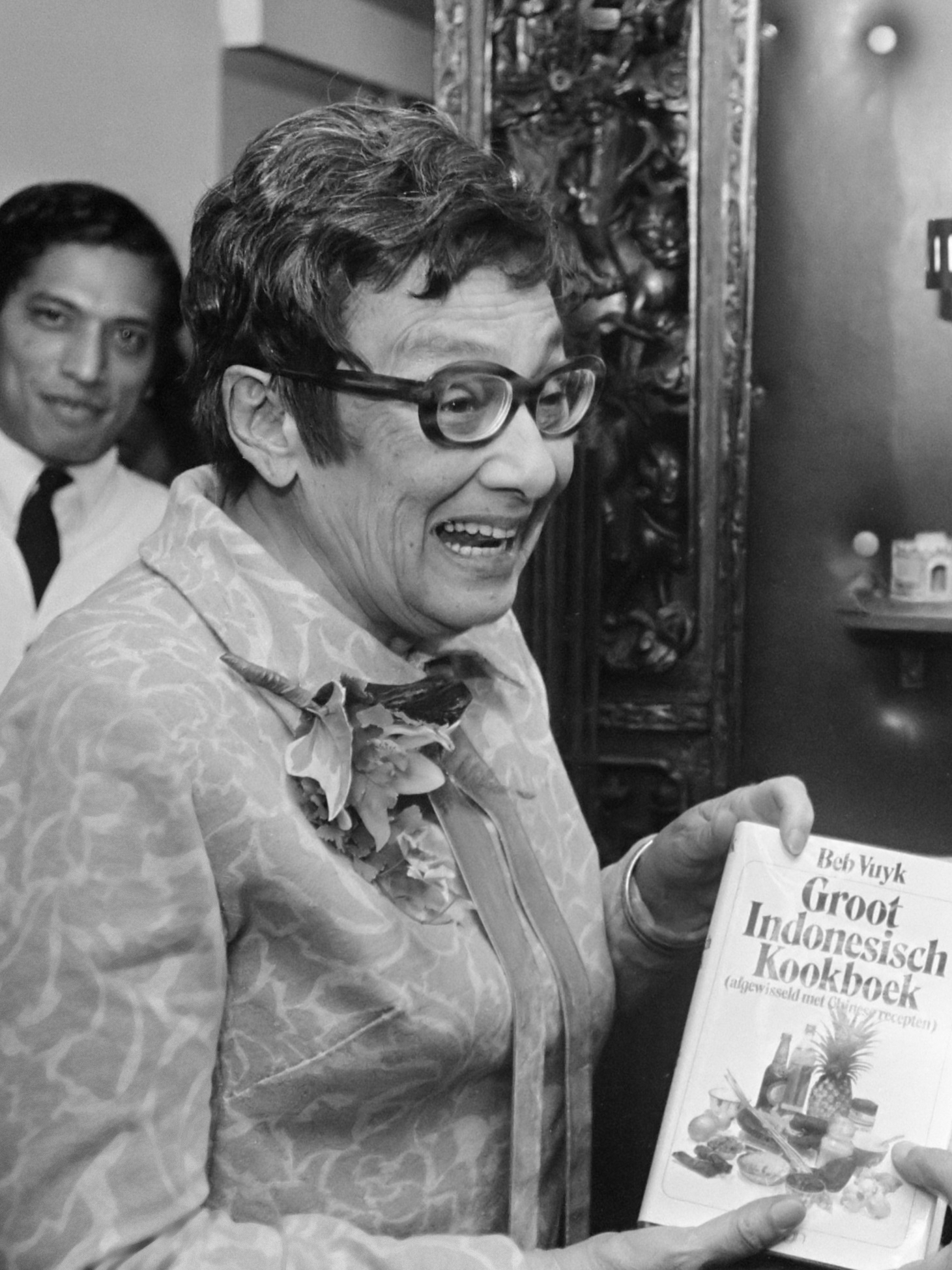
Beb Vuyk
24 augustus

| 1 | 2 | 3 | 4 | 5 | 6 | 7 | 8 | 9 | 10 | 11 | 12 | 13 | 14 | 15 | 16 | 17 | 18 | 19 | 20 | 21 | 22 | 23 | 24 | 25 | 26 | 27 | 28 | 29 | 30 | 31 |
| - | - | - | - | - | - | - | - | - | -- | -- | -- | -- | -- | -- | -- | -- | -- | -- | -- | -- | -- | -- | -- | -- | -- | -- | -- | -- | -- | -- |

### 1 augustus
- Henk Veeneklaas (82), Nederlands militair

### 4 augustus
- Felix Antonio (80), Filipijns rechter

### 5 augustus
- Soichiro Honda (84), Japans autobouwer
- Gaston Litaize (82), Frans componist

### 6 augustus
- Shapour Bakhtiar (76), Iraans politicus

### 7 augustus
- Ab Gmelig Meyling (82), Nederlands architect

### 8 augustus
- Jan Brasser (83), Nederlands verzetsstrijder
- James Irwin (61), Amerikaans astronaut

### 9 augustus
- Corrie Hartong (85), Nederlands choreograaf

### 10 augustus
- Ellen Braumüller (80), Duits atlete

### 11 augustus
- Jef Contryn (89), Belgisch poppenspeler
- Daan Modderman (81), Nederlands vierspanmenner en televisiepersoonlijkheid
- Helmut Walcha (83), Duits organist

### 12 augustus
- Rik Jansseune (67), Vlaams illustrator
- Ton Vos (68), Nederlands acteur

### 14 augustus
- Otto van Anken (81), Nederlands rechter
- Alberto Crespo (71), Argentijns autocoureur
- Taslim Olawale Elias (76), Nigeriaans politicus en rechter

### 17 augustus
- Leo Geerts (56), Belgisch schrijver
- Aad van Welzenes (91), Nederlands voetbalscheidsrechter

### 19 augustus
- Hans van der Laan (86), Nederlands architect
- Henri van Schaik (92), Nederlands springruiter

### 20 augustus
- Jan van Dulm (83), Nederlands marineofficier
- Herbert Ferber (85), Amerikaans beeldend kunstenaar
- Richard Maltby sr. (77), Amerikaans componist

### 21 augustus
- Oswald von Nell-Breuning (101), Duits theoloog

### 22 augustus
- Colleen Dewhurst (67), Canadees actrice
- Boris Poego (54), Sovjet-Russisch politicus

### 24 augustus
- Beb Vuyk (86), Nederlands schrijfster

### 26 augustus
- Tinus van Gelder (79), Nederlands wielrenner

### 27 augustus
- Piet van Boxtel (88), Nederlands voetballer

### 28 augustus
- Erich Schatzki (93), Duits vliegtuigontwerper
- Vince Taylor (52), Brits zanger

### 30 augustus
- Adãozinho (68), Braziliaans voetballer
- Jacques Grippa (78), Belgisch verzetsstrijder
- Urho Sipponen (75), Fins componist
- Jean Tinguely (66), Zwitsers schilder en beeldhouwer

### 31 augustus
- Lowieke Staal (88), Belgisch komiek

## September

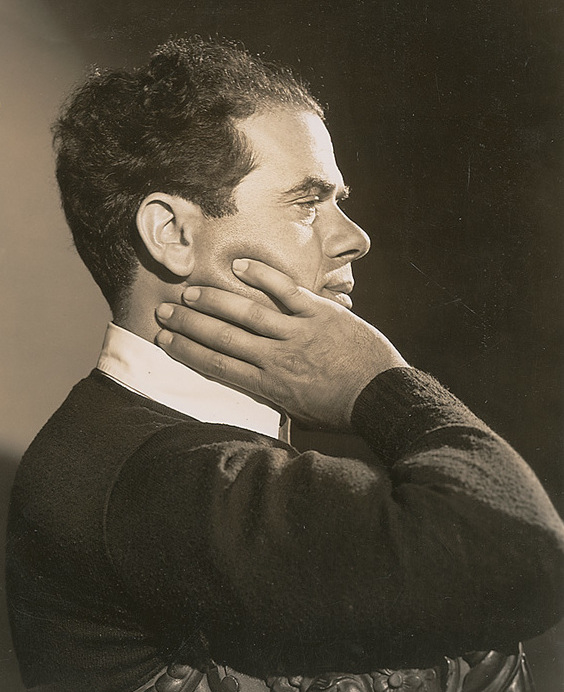
Frank Capra
3 september

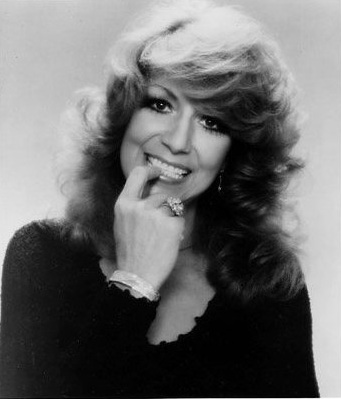
Dottie West
4 september

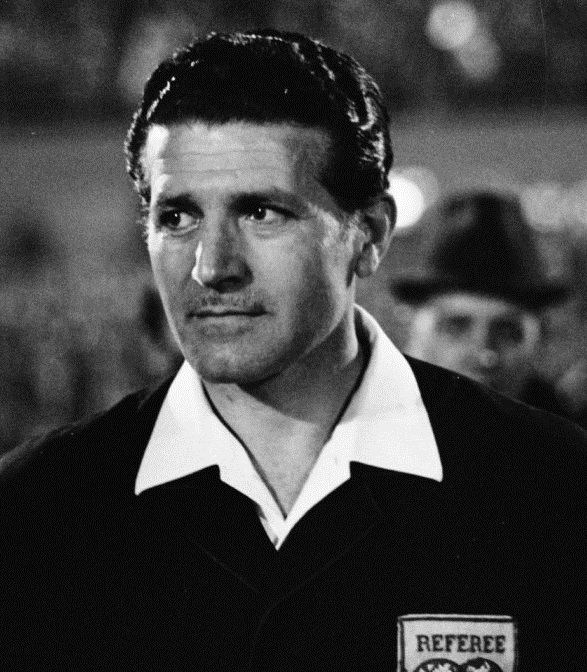
Concetto Lo Bello
9 september

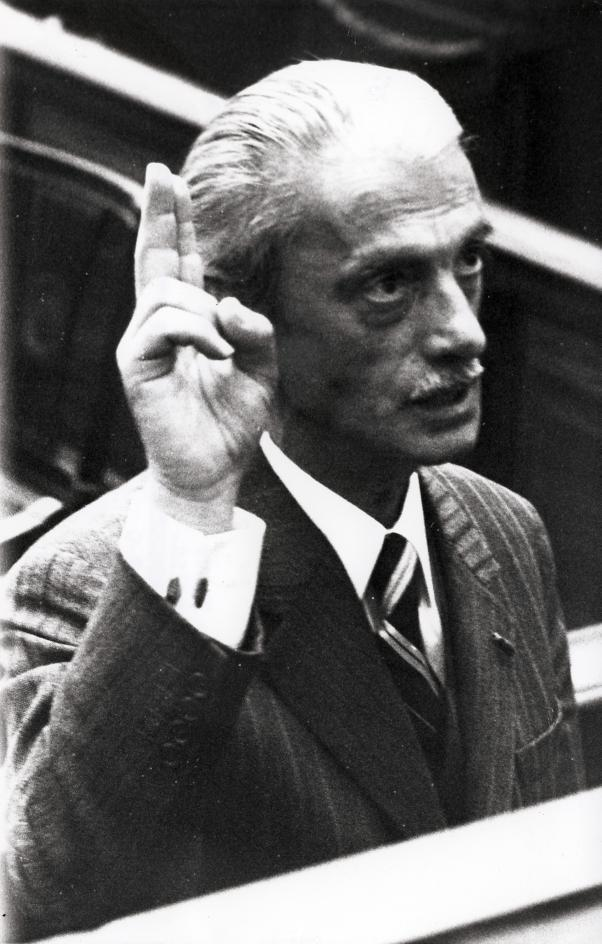
Joep Mommersteeg
21 september

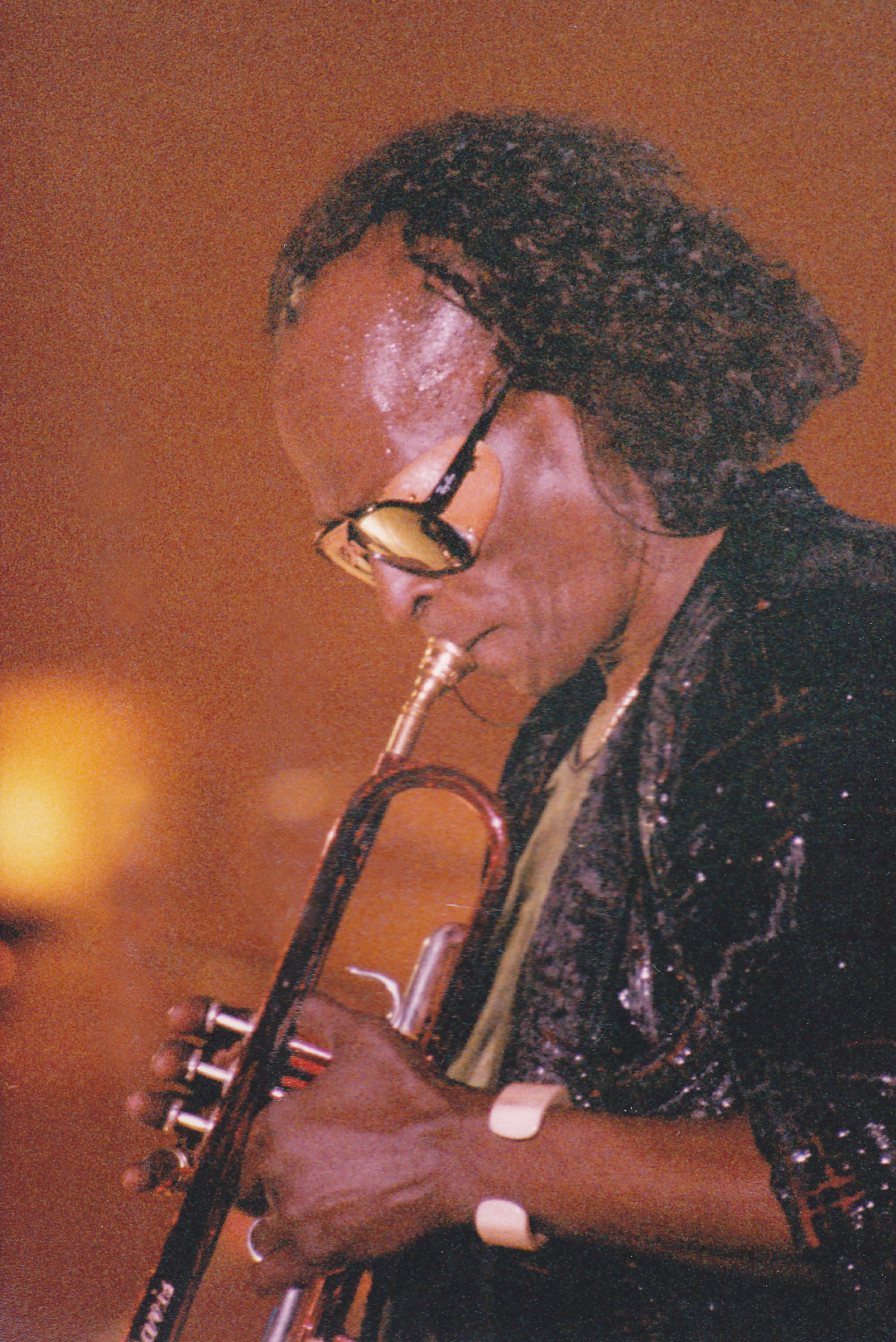
Miles Davis
28 september

| 1 | 2 | 3 | 4 | 5 | 6 | 7 | 8 | 9 | 10 | 11 | 12 | 13 | 14 | 15 | 16 | 17 | 18 | 19 | 20 | 21 | 22 | 23 | 24 | 25 | 26 | 27 | 28 | 29 | 30 |
| - | - | - | - | - | - | - | - | - | -- | -- | -- | -- | -- | -- | -- | -- | -- | -- | -- | -- | -- | -- | -- | -- | -- | -- | -- | -- | -- |

### 1 september
- Otl Aicher (69), Duits grafisch vormgever
- Elise Hoomans (76), Nederlands toneelspeelster

### 2 september
- Alfonso García Robles (80), Mexicaans diplomaat

### 3 september
- Frank Capra (94), Amerikaans filmregisseur

### 4 september
- Charlie Barnet (77), Amerikaans jazzmusicus
- Henri de Lubac (95), Frans theoloog
- Hermina Schreurs (77), Nederlands verzetsstrijder
- Dottie West (58), Amerikaans zangeres

### 5 september
- Peter Slaghuis (30), Nederlands house-dj

### 6 september
- Donald Henry Gaskins (58), Amerikaans moordenaar

### 7 september
- Edwin McMillan (83), Amerikaans scheikundige

### 8 september
- Brad Davis (41), Amerikaans acteur
- Alex North (80), Amerikaans componist

### 9 september
- Johann Fast (86), Nederlands scheikundige
- Åke Holmberg (84), Zweeds schrijver en vertaler
- Concetto Lo Bello (67), Italiaans voetbalscheidsrechter
- Maurice Wiliquet (77), Belgisch kunstenaar

### 10 september
- Charles-Joseph Bailly (77), Belgisch burgemeester

### 11 september
- Jan van Gemert (70), Nederlands schilder

### 12 september
- Albert Bruce Matthews (82), Canadees militair
- Alfons De Nolf (81), Belgisch politicus
- Franz Keller (78), Zwitsers psycholoog
- Chris Von Erich (21), Amerikaans professioneel worstelaar

### 13 september
- Metin Oktay (55), Turks voetballer

### 15 september
- Petronella Burgerhof (82), Nederlands gymnaste

### 16 september
- Paul François (83), Belgisch geestelijke, dirigent en muziekpedagoog
- Edgard Peetermans (68), Belgisch politicus
- Carol White (50), Brits actrice

### 18 september
- Philippe Serre (90), Frans politicus

### 21 september
- Joep Mommersteeg (74), Nederlands politicus

### 24 september
- Wim Hennings (86), Nederlands atleet
- Dr. Seuss (87), Amerikaans schrijver

### 25 september
- Klaus Barbie (77), Duits oorlogsmisdadiger
- Léon Defosset (66), Belgisch politicus
- Max Koot (74), Nederlands fotograaf
- Anita Traversi (54), Zwitsers zangeres

### 27 september
- Huib Orizand (87), Nederlands hoorspelacteur

### 28 september
- Miles Davis (68), Amerikaans jazztrompettist
- Frans Willem Hartsuijker (97), Nederlands kunstschilder

### 30 september
- Bertus Heij (76), Nederlands verzetsstrijder
- Aad de Roode (81), Nederlands verzetsstrijder

## Oktober

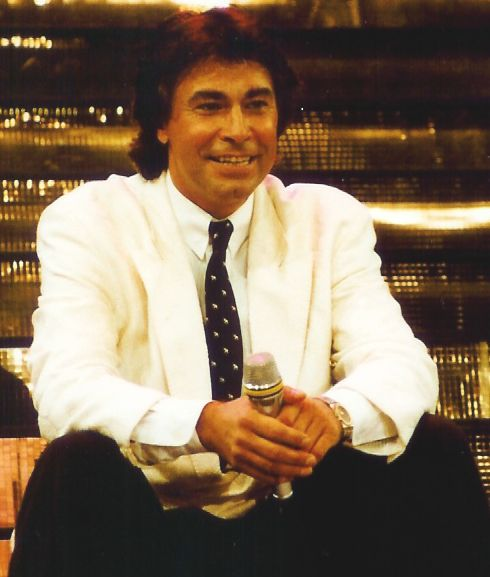
Roy Black
9 oktober

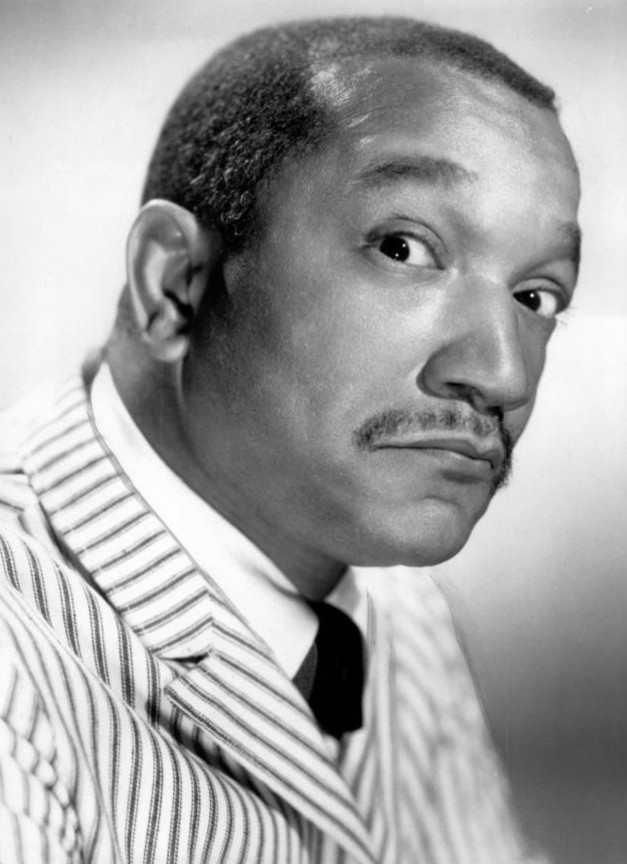
Redd Foxx
11 oktober

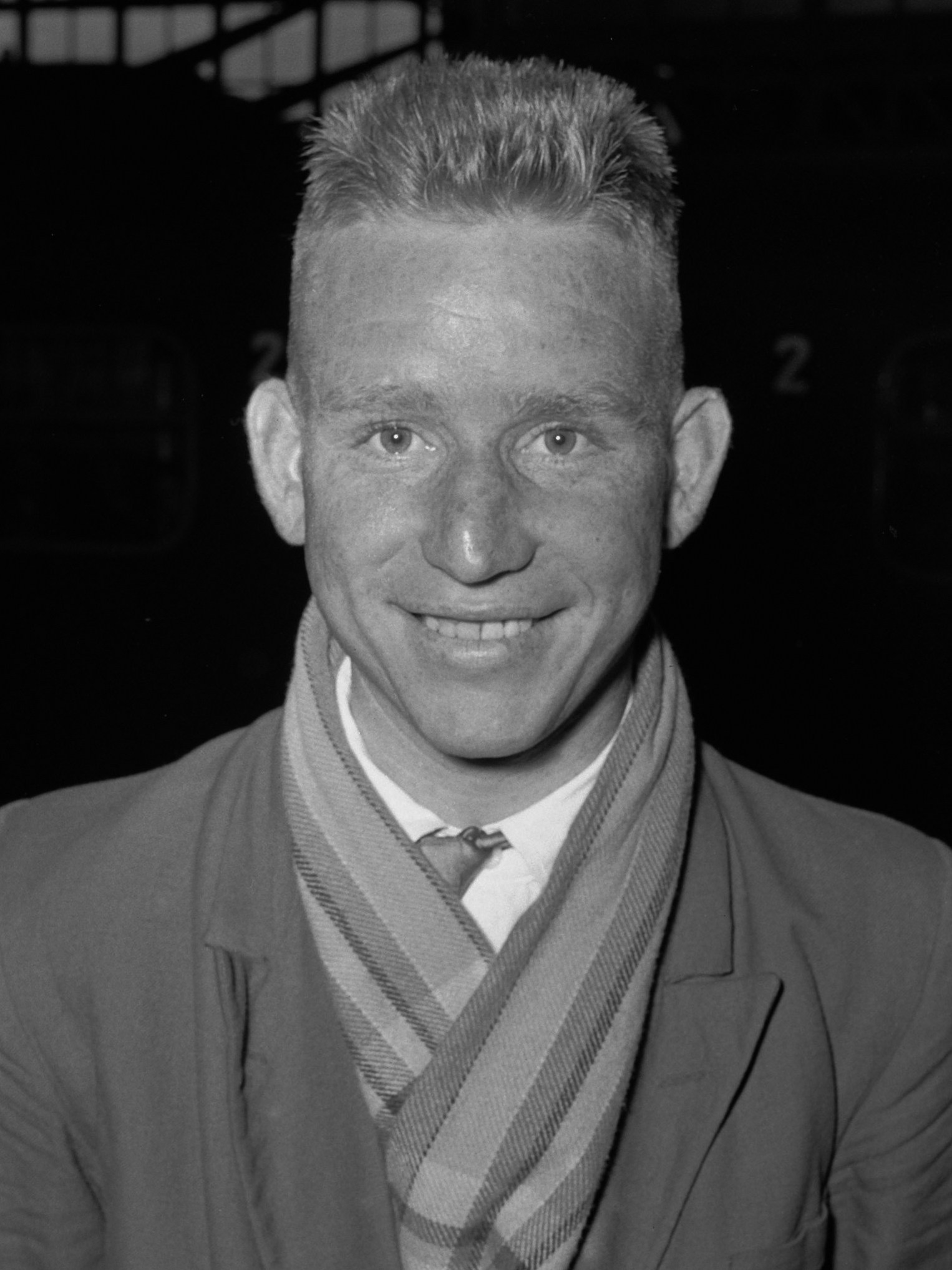
Piet van Est
17 oktober

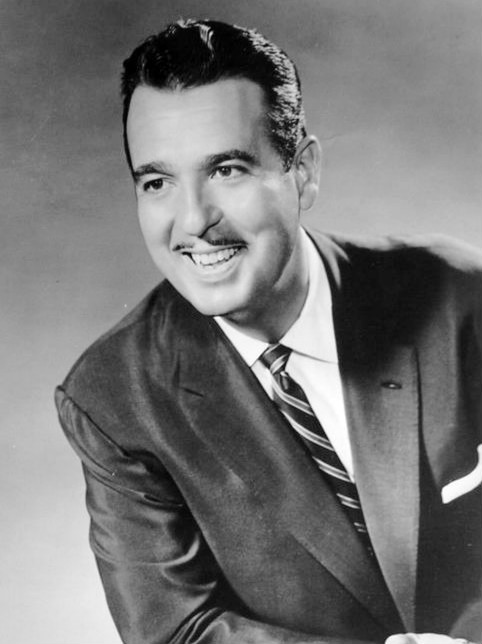
Tennessee Ernie Ford
17 oktober

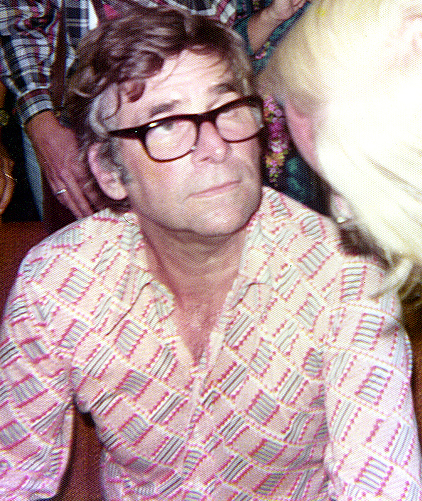
Gene Roddenberry
24 oktober

| 1 | 2 | 3 | 4 | 5 | 6 | 7 | 8 | 9 | 10 | 11 | 12 | 13 | 14 | 15 | 16 | 17 | 18 | 19 | 20 | 21 | 22 | 23 | 24 | 25 | 26 | 27 | 28 | 29 | 30 | 31 |
| - | - | - | - | - | - | - | - | - | -- | -- | -- | -- | -- | -- | -- | -- | -- | -- | -- | -- | -- | -- | -- | -- | -- | -- | -- | -- | -- | -- |

### 1 oktober
- Jan van Tongeren (94), Nederlands kunstschilder

### 2 oktober
- Dimitrios I (77), patriarch van Constantinopel
- Henny Radijs (76), Nederlands keramist

### 3 oktober
- Paule Herreman (72), Belgisch televisiepresentatrice

### 4 oktober
- Heinrich Hellwege (83), Duits politicus
- Frans Van Cauwelaert de Wyels (52), Belgisch onderwijsbestuurder

### 6 oktober
- Johan Lennarts (58), Nederlands kunstenaar en schrijver

### 7 oktober
- Natalia Ginzburg (75), Italiaans schrijfster

### 8 oktober
- Arie Kaan (89), Nederlands atleet

### 9 oktober
- Roy Black (58), Duits schlagerzanger
- Thalmus Rasulala (51), Amerikaans acteur

### 10 oktober
- Andrzej Zaucha (42), Pools zanger en saxofonist

### 11 oktober
- Redd Foxx (68), Amerikaans acteur

### 12 oktober
- Narciso Doval (47), Argentijns voetballer

### 15 oktober
- Hotze de Roos (81), Nederlands jeugdboekenschrijver

### 16 oktober
- Tonny Huurdeman (69), Nederlands actrice

### 17 oktober
- Piet van Est (57), Nederlands wielrenner
- Tennessee Ernie Ford (72), Amerikaans countryzanger en acteur
- Harlan Smith (67), Amerikaans astronoom

### 20 oktober
- Anthony Pryor (50), Australisch beeldhouwer

### 21 oktober
- Leon van Acht (92), Nederlands dirigent

### 24 oktober
- Gene Roddenberry (70), Amerikaans schrijver en televisieproducent

### 25 oktober
- Bill Graham (60), Amerikaans muziekimpresario
- Henri Janne (83), Belgisch politicus

### 27 oktober
- Pyke Koch (90), Nederlands kunstschilder

### 28 oktober
- Marcel Cordemans (99), Belgisch journalist

### 29 oktober
- Félix Georges Camby (79), Belgisch politicus
- Mario Scelba (90), Italiaans politicus
- Harry Thomas (46), Nederlands muziekproducent

### 31 oktober
- Willem Pelemans (90), Belgisch componist
- Johan Schmitz (81), Nederlands acteur

## November

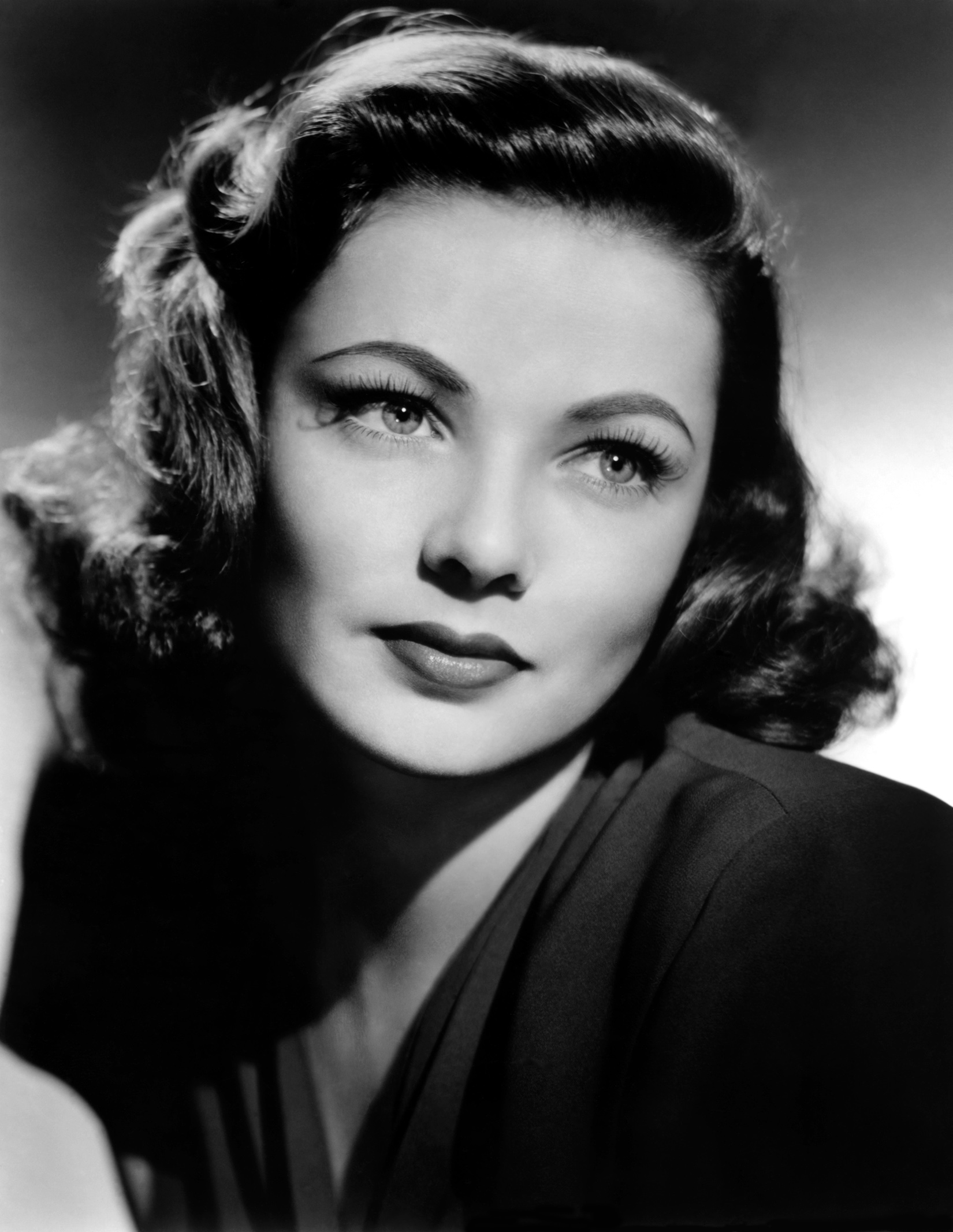
Gene Tierney
6 november

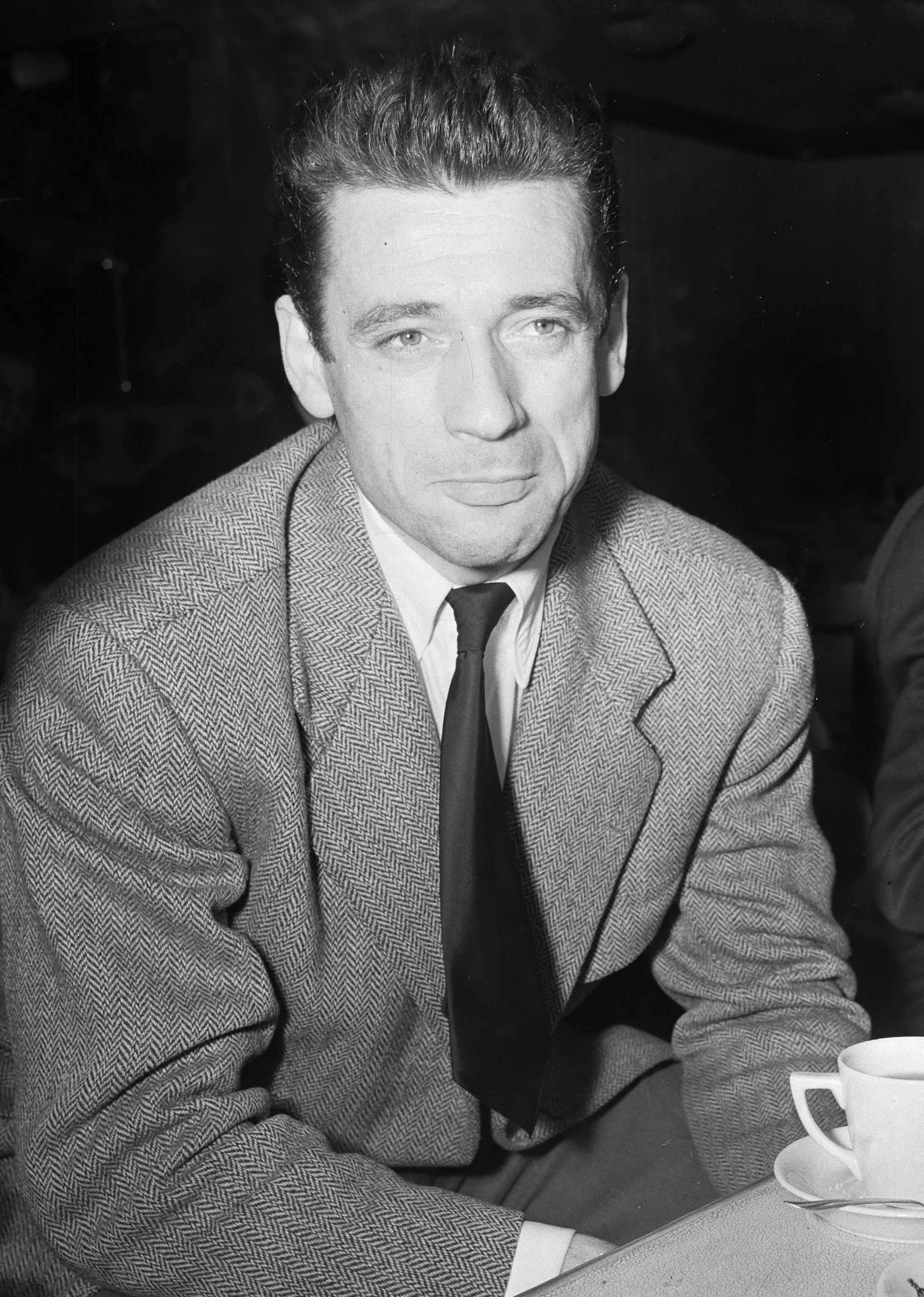
Yves Montand
9 november

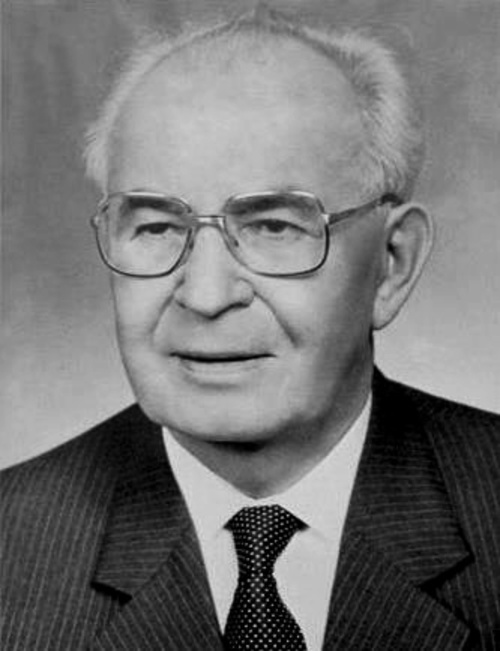
Gustáv Husák
18 november

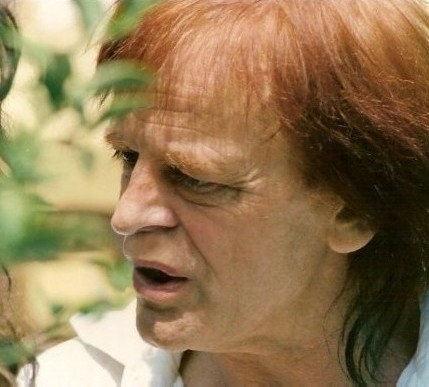
Klaus Kinski
23 november

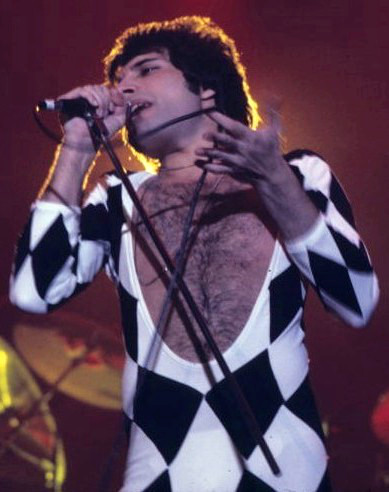
Freddie Mercury
24 november

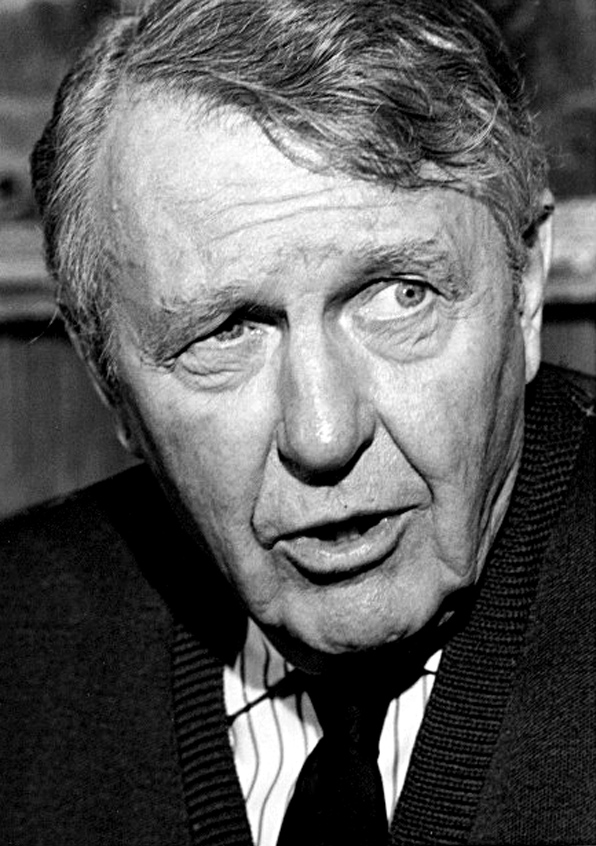
Ralph Bellamy
29 november

| 1 | 2 | 3 | 4 | 5 | 6 | 7 | 8 | 9 | 10 | 11 | 12 | 13 | 14 | 15 | 16 | 17 | 18 | 19 | 20 | 21 | 22 | 23 | 24 | 25 | 26 | 27 | 28 | 29 | 30 |
| - | - | - | - | - | - | - | - | - | -- | -- | -- | -- | -- | -- | -- | -- | -- | -- | -- | -- | -- | -- | -- | -- | -- | -- | -- | -- | -- |

### 1 november
- Dennis Bennett (74), Amerikaans predikant

### 2 november
- Irwin Allen (75), Amerikaans regisseur

### 3 november
- Mortimer Shuman (55), Amerikaans liedjesschrijver en zanger
- Marinus Valentijn (91), Nederlands wielrenner

### 5 november
- Fred MacMurray (83), Amerikaans acteur
- Robert Maxwell (68), Brits mediaproducent en -uitgever

### 6 november
- Walle Melis Oppedijk van Veen (85), Nederlands burgemeester
- Omar Oreste Corbatta (55), Argentijns voetballer
- Oskar Thierbach (82), Duits wielrenner
- Gene Tierney (70), Amerikaans actrice
- André Vandernoot (64), Belgisch dirigent

### 9 november
- Guido Claus (60), Belgisch acteur
- Yves Montand (70), Frans acteur en zanger

### 10 november
- Gunnar Gren (71), Zweeds voetballer
- Ans van Haersolte (80), Nederlands beeldhouwer

### 11 november
- Bas Collette (61), Nederlands geofysicus

### 13 november
- Willem Lodewijk Harthoorn (84), Nederlands beiaardier
- Paul-Émile Léger (87), Canadees geestelijke
- Roger Vercamer (67), Belgisch politicus

### 14 november
- Tony Richardson (63), Amerikaans filmregisseur

### 18 november
- Gustáv Husák (78), Tsjecho-Slowaaks politicus

### 19 november
- Fem Rutke (57), Nederlands dichteres en journaliste

### 20 november
- Anton Stipančić (42), Joegoslavisch tafeltennisser

### 21 november
- Benjamin Hunningher (87), Nederlands theaterwetenschapper
- Hans Julius Zassenhaus (79), Duits wiskundige

### 22 november
- Jacques de Jong (61), Nederlands ondernemer en politicus

### 23 november
- Klaus Kinski (65), Duits acteur

### 24 november
- Eric Carr (41), Amerikaans drummer
- Pieter Brijnen van Houten (84), Nederlands spion
- Jean Chot (85), Belgisch politicus
- Herbert König (80), Oostenrijks componist
- Freddie Mercury (45), Brits zanger

### 25 november
- Kitty de Josselin de Jong (88), Nederlands schrijfster

### 27 november
- Robert Roosens (79), Belgisch politicus

### 29 november
- Ralph Bellamy (87), Amerikaans acteur
- Theodor Estermann (89), Duits wiskundige

### 30 november
- Jan Nicolaas Sevenster (91), Nederlands theoloog

## December

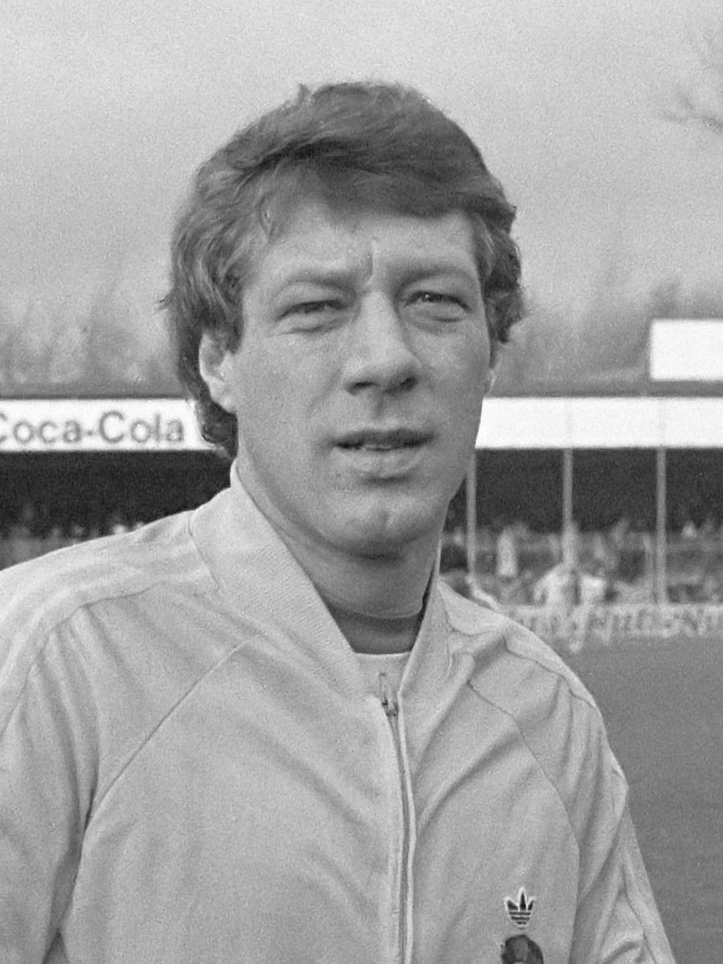
Aad Mansveld
5 december

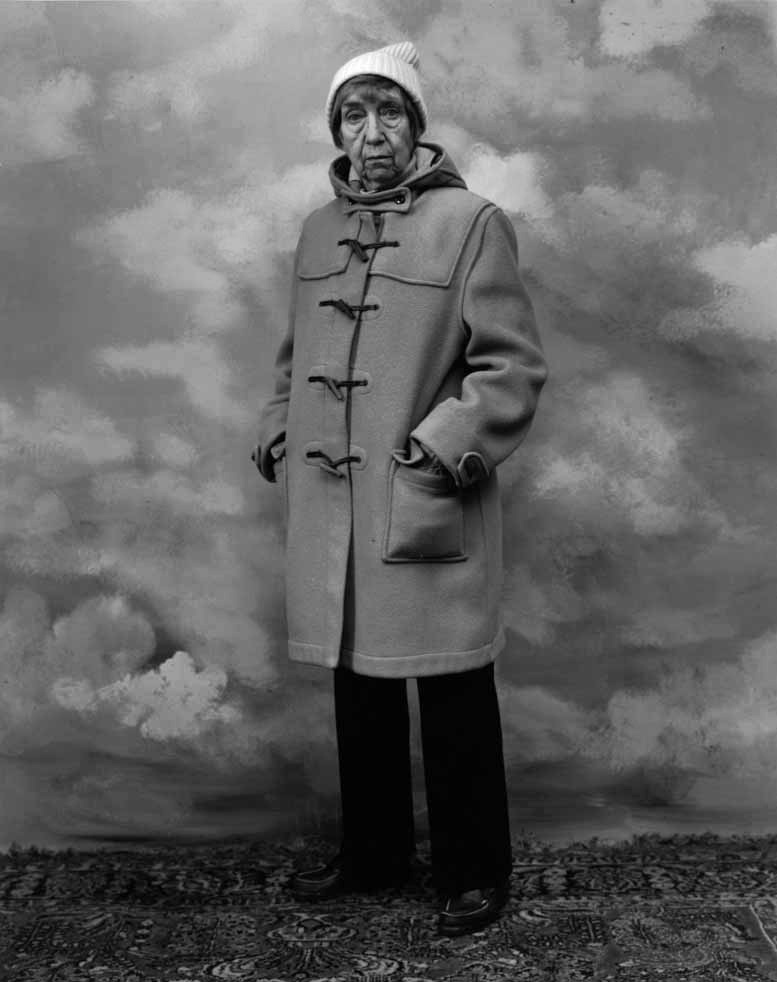
Berenice Abbott
9 december

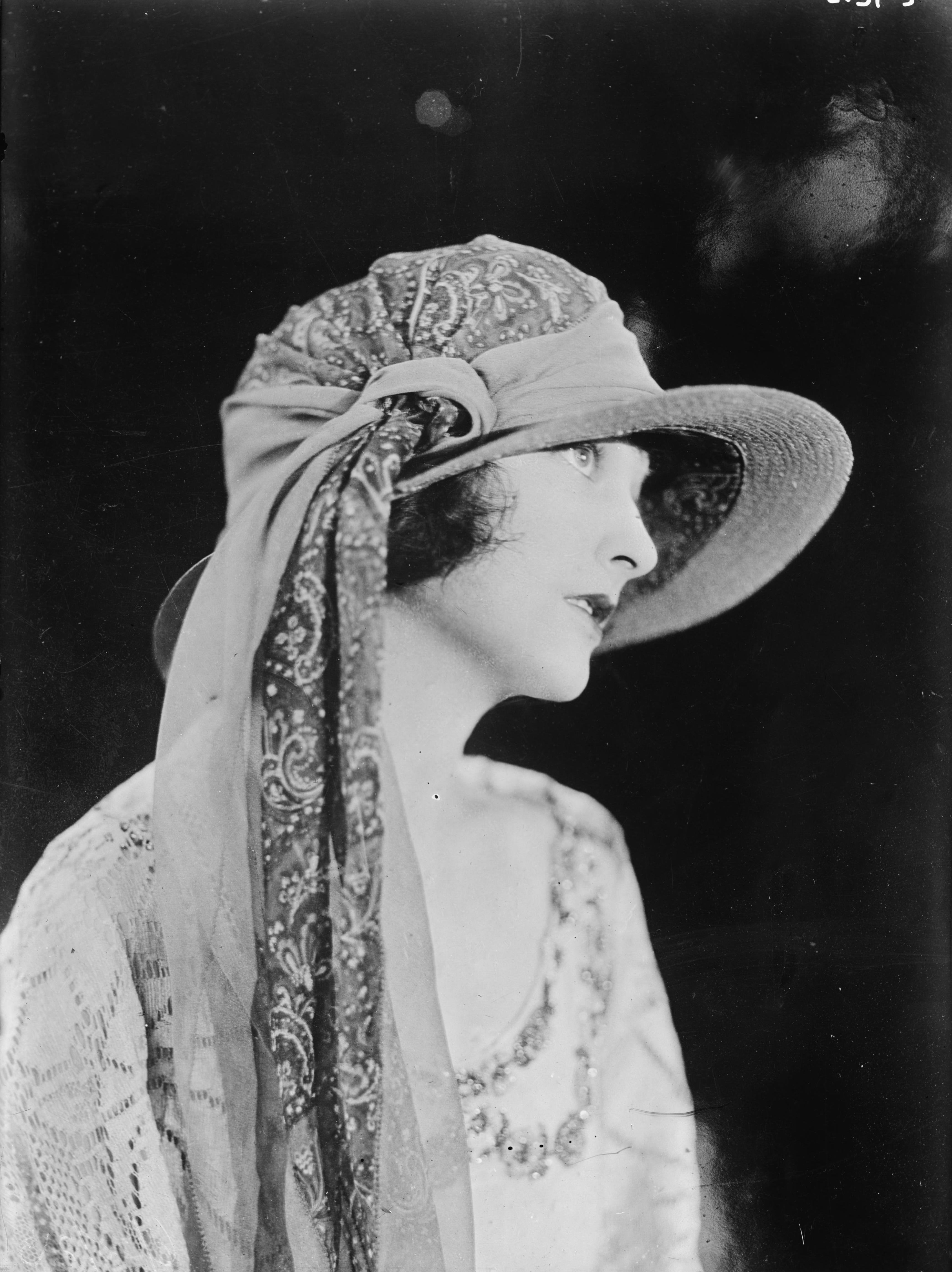
Eleanor Boardman
12 december

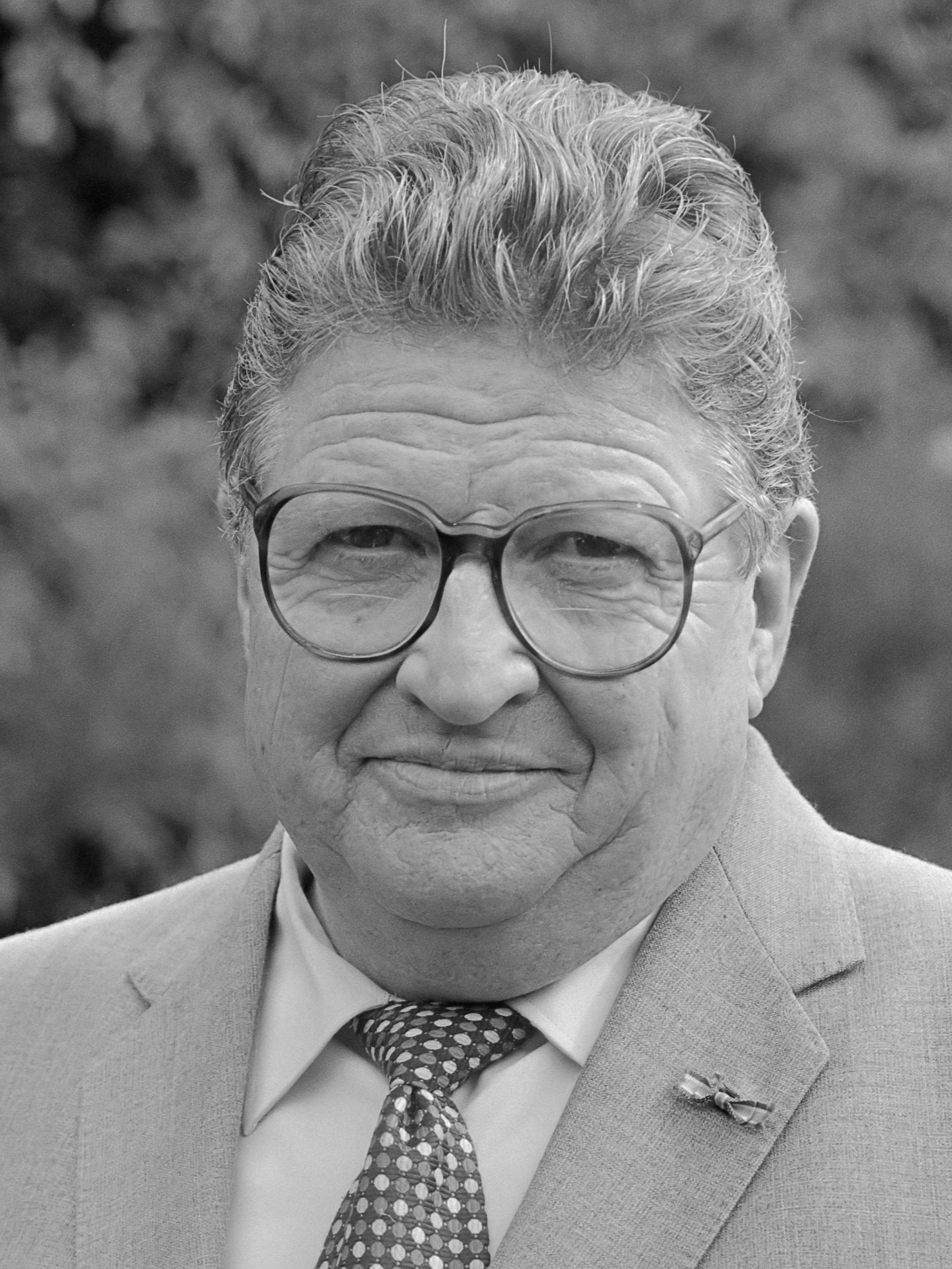
Lex Karsemeijer
12 december

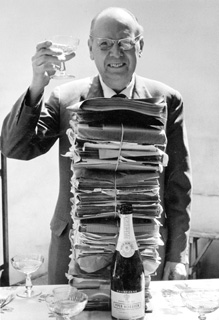
Gaston Waringhien
20 december

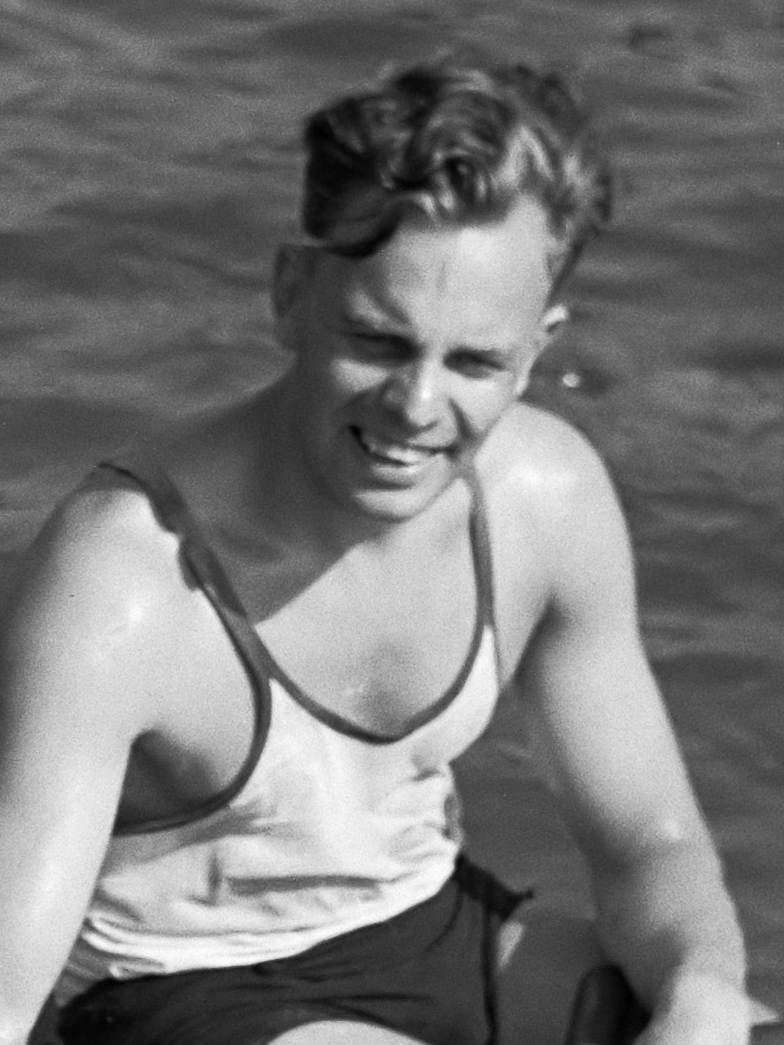
Tom Neumeier
26 december

| 1 | 2 | 3 | 4 | 5 | 6 | 7 | 8 | 9 | 10 | 11 | 12 | 13 | 14 | 15 | 16 | 17 | 18 | 19 | 20 | 21 | 22 | 23 | 24 | 25 | 26 | 27 | 28 | 29 | 30 | 31 |
| - | - | - | - | - | - | - | - | - | -- | -- | -- | -- | -- | -- | -- | -- | -- | -- | -- | -- | -- | -- | -- | -- | -- | -- | -- | -- | -- | -- |

### 1 december
- Pat O'Callaghan (86), Iers atleet
- George Stigler (80), Amerikaans econoom
- Léopold Tibbaut (78), Belgisch politicus

### 5 december
- Dean Hudson (78), Amerikaans trompettist
- Aad Mansveld (47), Nederlands voetballer
- Richard Speck (49), Amerikaans seriemoordenaar

### 6 december
- Richard Stone (78), Brits econoom

### 7 december
- Herb Jaffe (70), Amerikaans filmproducent

### 8 december
- Buck Clayton (80), Amerikaans jazztrompettist
- Agaath Doorgeest (77), Nederlands atlete
- Suzanne de Giey (97), Belgisch schrijfster

### 9 december
- Berenice Abbott (93), Amerikaans fotografe

### 10 december
- Peter Hahn (82), Duits-Amerikaans autocoureur
- Franco Maria Malfatti (64), Italiaans politicus

### 11 december
- Artur Lundkvist (85), Zweeds schrijver
- Bud Rose (77), Amerikaans autocoureur

### 12 december
- Eleanor Boardman (93), Amerikaans filmactrice
- Lex Karsemeijer (79), Nederlands zanger en dirigent
- Gustav Schäfer, (85) Duits roeier

### 15 december
- Vasili Zajtsev (76), Sovjet-Russisch militair

### 17 december
- Bob Mater (61), Nederlands politicus
- Roger Warie (89), Belgisch architect

### 18 december
- George Abecassis (78), Brits autocoureur

### 19 december
- Andries Copier (90), Nederlands ontwerper en glaskunstenaar

### 20 december
- Fop I. Brouwer (79), Nederlands bioloog en radiopresentator
- Albert Van Vlierberghe (59), Belgisch wielrenner
- Gaston Waringhien (90), Frans taalkundige

### 22 december
- Franz Brunner (78), Oostenrijks handbalspeler
- Ernst Křenek (91), Oostenrijks componist en muziekpedagoog

### 25 december
- Anton Burger (80), Duits kampcommandant
- Orane Demazis (87), Frans actrice
- Wilhelm Harster (87), Duits militair
- Adriaan Hosang (84), Nederlands burgemeester

### 26 december
- Gorm Christiaan van Denemarken (77), lid Deense koningshuis
- Tom Neumeier (70), Nederlands roeier
- Cornelis Wegener Sleeswijk (82), Nederlands architect

### 27 december
- Gregory Kosteck (54), Amerikaans componist

### 29 december
- Jan Onland (73), Nederlands burgemeester
- Tony Strobl (76), Amerikaans striptekenaar

### 30 december
- Johann Christoph van Hille (81), Nederlands entomoloog
- Piet Vermeylen (87), Belgisch politicus

### 31 december
- Jan Kagie (84), Nederlands kunstschilder

## Datum onbekend
- Frederick Milton (84), Brits waterpolospeler (overleden in augustus)
- Adolf Gustav Springer (63), Oostenrijks componist (overleden in augustus)
- Raymond Van Doren (ong. 85), Belgisch kunstschilder, grafisch ontwerper en kunstfotograaf

1900 ·
1901 ·
1902 ·
1903 ·
1904 ·
1905 ·
1906 ·
1907 ·
1908 ·
1909 ·
1910 ·
1911 ·
1912 ·
1913 ·
1914 ·
1915 ·
1916 ·
1917 ·
1918 ·
1919 ·
1920 ·
1921 ·
1922 ·
1923 ·
1924 ·
1925 ·
1926 ·
1927 ·
1928 ·
1929 ·
1930 ·
1931 ·
1932 ·
1933 ·
1934 ·
1935 ·
1936 ·
1937 ·
1938 ·
1939 ·
1940 ·
1941 ·
1942 ·
1943 ·
1944 ·
1945 ·
1946 ·
1947 ·
1948 ·
1949 ·
1950 ·
1951 ·
1952 ·
1953 ·
1954 ·
1955 ·
1956 ·
1957 ·
1958 ·
1959 ·
1960 ·
1961 ·
1962 ·
1963 ·
1964 ·
1965 ·
1966 ·
1967 ·
1968 ·
1969 ·
1970 ·
1971 ·
1972 ·
1973 ·
1974 ·
1975 ·
1976 ·
1977 ·
1978 ·
1979 ·
1980 ·
1981 ·
1982 ·
1983 ·
1984 ·
1985 ·
1986 ·
1987 ·
1988 ·
1989 ·
1990 ·
1991 ·
1992 ·
1993 ·
1994 ·
1995 ·
1996 ·
1997 ·
1998 ·
1999 ·
2000 ·
2001 ·
2002 ·
2003 ·
2004 ·
2005 ·
2006 ·
2007 ·
2008 ·
2009 ·
2010 ·
2011 ·
2012 ·
2013 ·
2014 ·
2015 ·
2016 ·
2017 ·
2018 ·
2019 ·
2020 ·
2021 ·
2022 ·
2023 ·
2024 ·
2025